# Kornwalia
Kornwalia (ang. Cornwall [ˈkɔ:nwɔ:ɫ] / [ˈkɔrnwɔ:ɫ]; korn. Kernow [ˈkɛ(r)nɔʊ] / [ˈkɛ(ɹ)nɔʊ]) – kraina geograficzno-historyczna i zarazem najbardziej wysunięte na południowy zachód hrabstwo Anglii, położone na Półwyspie Kornwalijskim, na zachód od rzeki Tamar. Centrum administracyjnym, a także jedynym miastem o statusie city jest Truro. Kornwalia zajmuje powierzchnię 3563 km² łącznie z wyspami Scilly (administracyjnie stanowiącymi oddzielną jednostkę), położonymi 45 km od Land’s End – najbardziej na południowy zachód wysuniętego fragmentu hrabstwa. W 2021 roku hrabstwo zamieszkane było przez 572 359 osób (161 os./km²).
Kornwalię charakteryzują dzikie krajobrazy wrzosowiska, długa i urozmaicona linia brzegowa oraz łagodny klimat. Krajobraz górniczy Kornwalii i Zachodniego Devonu w roku 2006 wpisano na listę światowego dziedzictwa kulturalnego i przyrodniczego UNESCO. Istotną dziedziną gospodarki regionu jest turystyka (24% przychodu). Kornwalia jest jednak jednym z najbiedniejszych regionów Wielkiej Brytanii (średnia płaca wynosi 62% w stosunku do średniej wysokości wynagrodzeń w Wielkiej Brytanii) z najmniejszym wkładem do gospodarki narodowej.
Kornwalijczycy to jeden z sześciu narodów celtyckich. Niektórzy mieszkańcy protestują przeciw obecnemu statusowi politycznemu Kornwalii i domagają się większej autonomii.

## Podział administracyjny

### Obecnie
W skład hrabstwa ceremonialnego wchodzą dwie jednostki administracyjne typu unitary authority.
1. Kornwalia (unitary authority)[2]
2. Scilly (unitary authority)[3]

### 1974–2009

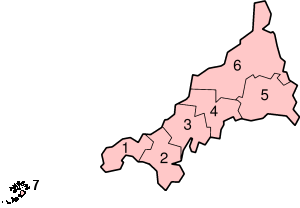
Podział administracyjny Kornwalii w latach 1974–2009

W latach 1974–2009 Kornwalia była hrabstwem niemetropolitalnym, w którego skład wchodziło sześć dystryktów. Wyspy Scilly stanowiły, tak jak obecnie, odrębną jednostkę administracyjną typu unitary authority (ustanowiona w 1891 roku).
| - (1) – Penwith, centrum administracyjne – Penzance - (2) – Kerrier, centrum administracyjne – Camborne - (3) – Carrick, centrum administracyjne – Truro - (4) – Restormel, centrum administracyjne – St Austell - (5) – Caradon, centrum administracyjne – Liskeard - (6) – North Cornwall, centrum administracyjne – Bodmin i Wadebridge - (7) – Scilly, unitary authority |

## Nazewnictwo

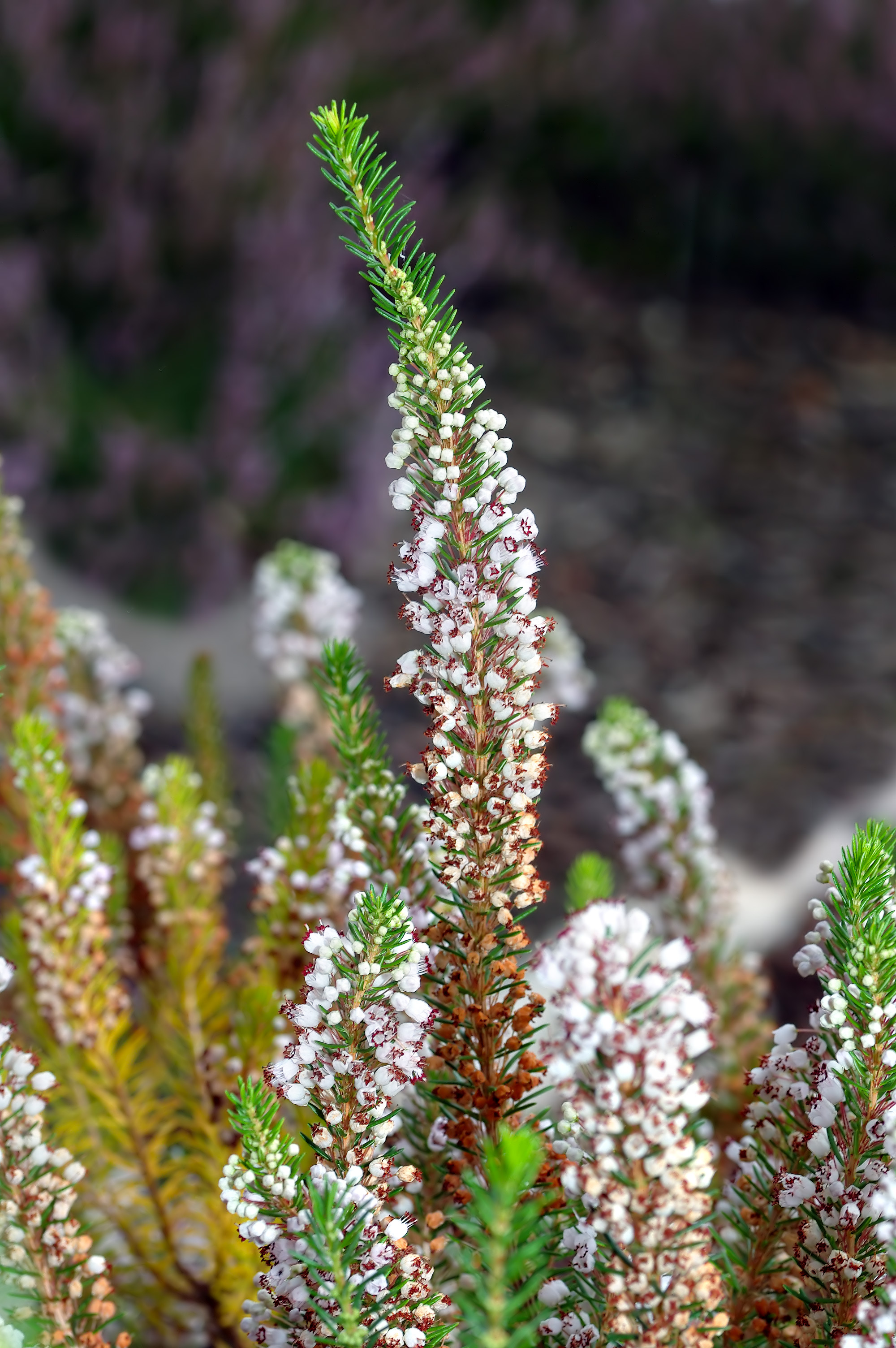
Wrzosiec rozpierzchły

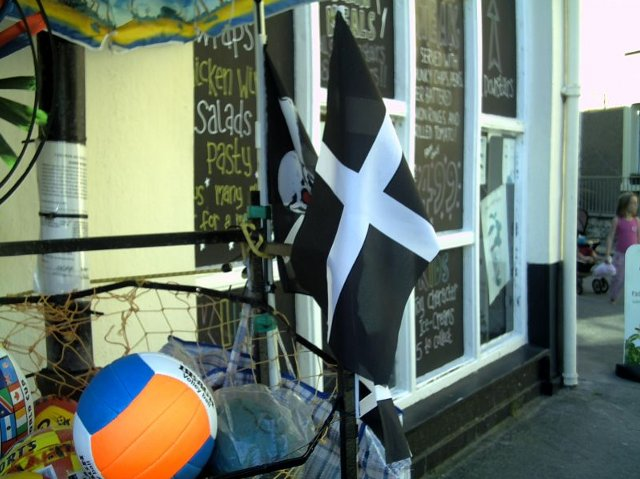
Pamiątka z Kornwalii

Nazwa Kornwalii (korn. Kernow) pochodzi od zamieszkującego niegdyś obecny obszar półwyspu celtyckiego plemienia, które Rzymianie nazywali Cornovii. Słowo to pochodziło od jeszcze wcześniejszej nazwy plemienia Brytów – Corneu. Celtycki rdzeń cern lub łacińska nazwa cornu – oba oznaczające „róg” lub „półwysep” – mogą wskazywać, że nazwa odnosi się do kształtu Kornwalii. Podobnie używana od ok. 700 n.e. nazwa Cornubia oznaczająca „ludzi rogu” nawiązuje do kształtu półwyspu.
W VI i VII wieku nazwa Cornubia przeszła liczne zmiany w związku z ewolucją języka staroangielskiego. Anglosasi wprowadzili przyrostek -wealas („cudzoziemcy”), który w połączeniu z jedną z nowszych form utworzył określenie Corn-wealas.

## Symbole Kornwalii

### Flaga Kornwalii
St Piran’s Flag – sztandar św. Pirana jest czarnym prostokątem z białym krzyżem prostopadłym do podstaw i boków. Według legendy twórca flagi, św. Piran (VI w., patron kornwalijskich górników cyny), utworzył ten znak widząc roztapiającą się w ogniu rudę cyny. Jej pochodzenie jest jednak nieustalone. Pierwszy zapis o fladze kornwalijskiej pochodzi z roku 1835. Jeden z pierwszych wizerunków flagi widnieje w witrażu katedry w Westminster. Napis wykonano w celu uczczenia pamięci kornwalijskiego wynalazcy Richarda Trevithicka.
Flaga stosowana jest głównie w celu podkreślenia odrębności narodowej, choć identyfikują się z nią również działacze na rzecz niepodległości Kornwalii. Używa się jej podczas obchodów świąt kornwalijskich, jak np. St. Piran’s Day czy Helston Flora Day. Często pojawia się na samochodach w miejsce znaku GB – pod flagą widnieje wtedy podpis Kernow (korn. Kornwalia).

### Patroni Kornwalii
Za patrona regionu uważa się opata z początku VI wieku, św. Pirana. Jest on również patronem górników cyny. Z jego osobą związanych jest wiele legend kornwalijskich. Do tego miana kandydują również św. Petroc, którego korzenie sięgają najpewniej Walii, i św. Michał. Św. Michał utożsamiany jest tradycyjnie z St Michael’s Mount, a św. Petroc – z Padstow. Dzień patrona – św. Pirana – obchodzi się corocznie 5 marca.

### Inne symbole
Flagą Księcia Kornwalii jest czarny prostokąt z trójkątem równobocznym ułożonym z czternastu złotych monet tle, zwróconym wierzchołkiem w dół. Metale, zwłaszcza cyna i miedź, są często wykorzystywane w symbolice Kornwalii z racji ich znaczenia dla gospodarki regionu.

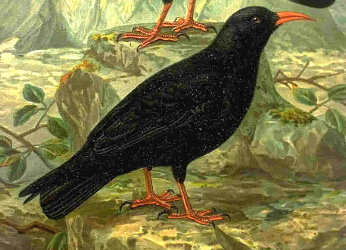
Pyrrhocorax pyrrhocorax

Symbolem Kornwalii jest wrończyk (Pyrrhocorax pyrrhocorax) – w poezji kornwalijskiej używa się go jako symbolu regionu. W Kornwalii wierzono również, że król Artur żyje obecnie pod postacią wrończyka. Jego angielska nazwa chough często służyła w Anglii jako przydomek Kornwalijczyka. Wizerunek ptaka znajduje się w herbie Kornwalii. Ptak, ongiś popularny w Kornwalii, obecnie na większą skalę żyje tylko w Irlandii.
Choć Kornwalia nie ma oficjalnego symbolu kwiatowego, jego rolę pełni często wrzosiec rozpierzchły (Erica vagans L.) oraz żonkil, który celebrowany jest na kilku pokazach i innych wydarzeniach.
Kowadło jest symbolem kornwalijskich kowali i oznacza honor. Jest to również odwołanie do Michaela An Gof (pol. Kowalski), przywódcy rebelii z r. 1497.

## Język kornijski

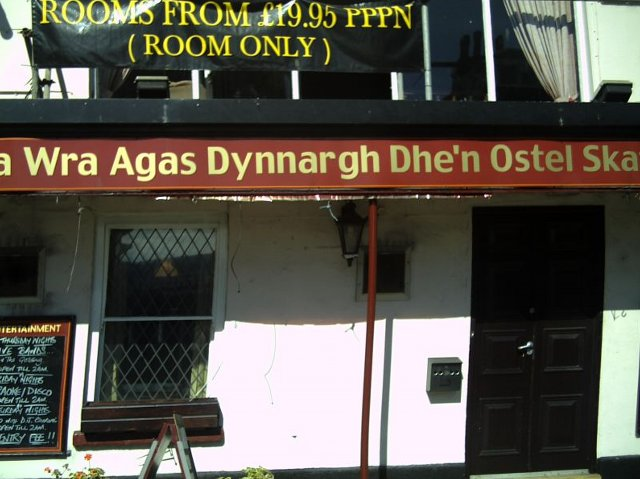
Szyld w języku kornijskim w Penzance

Język kornijski należy do grupy języków celtyckich i jest blisko spokrewniony z walijskim i bretońskim, mniej z irlandzkim, szkockim gaelickim i manx. Kornijski funkcjonował jako język społeczności do końca XVIII wieku. W roku 1904 został opublikowany „Podręcznik języka kornijskiego” autorstwa Henry’ego Jennera. Badania z roku 2000 wykazały, że językiem kornijskim posługuje się płynnie ok. 300 osób, a 3000 użytkowników jest w stanie przeprowadzić prostą rozmowę w tym języku. W Wielkiej Brytanii język jednak nie ma określonego statusu prawnego, niemniej jednak naucza się go w ok. dwunastu szkołach podstawowych. Używany jest okazjonalnie przy uroczystościach świeckich i religijnych. W roku 2002 język kornijski został oficjalnie uznany za język mniejszości narodowej w Wielkiej Brytanii, a w roku 2005 lokalne władze otrzymały dotacje od rządu na jego promocję i ochronę. Standardową formę języka przyjęto w roku 2008.
Dwóch członków Parlamentu Wielkiej Brytanii, Andrew George, deputowany z St Ives i Dan Rogerson, reprezentujący Kornwalię Północną, złożyło przysięgi parlamentarne po kornijsku.

## Geografia

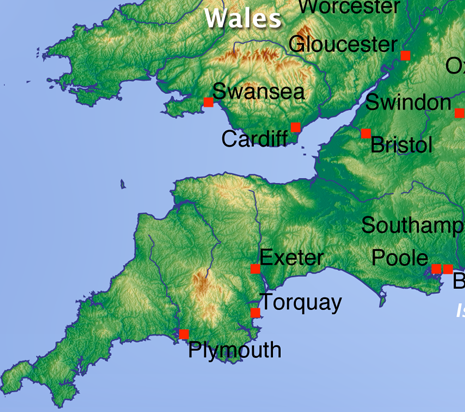
Położenie Kornwalii na mapie fizycznej południowo-zachodniej Anglii

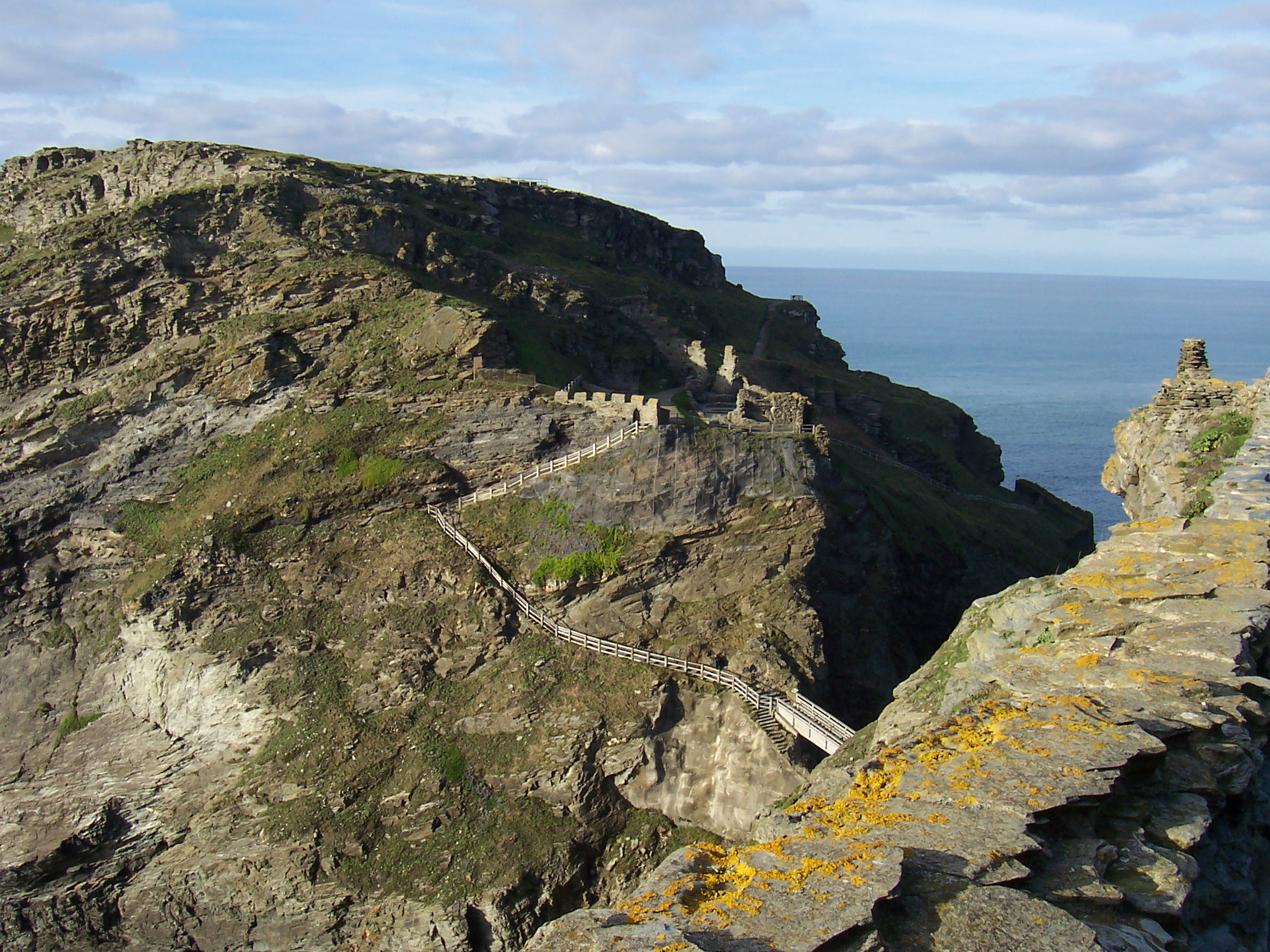
Tintagel, najwyżej położone miejsce na wybrzeżu kornwalijskim

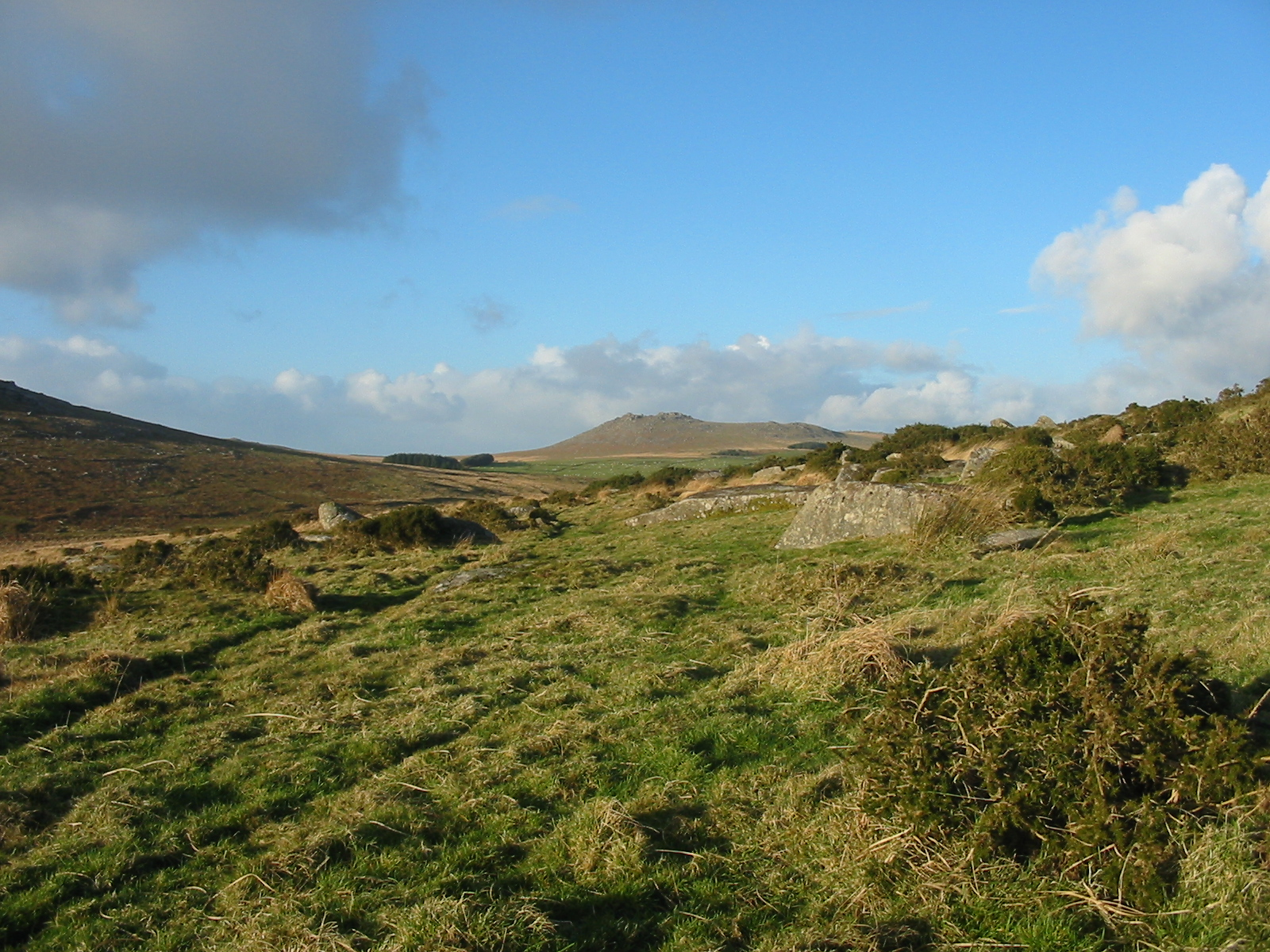
Najwyższy szczyt Kornwalii – Brown Willy

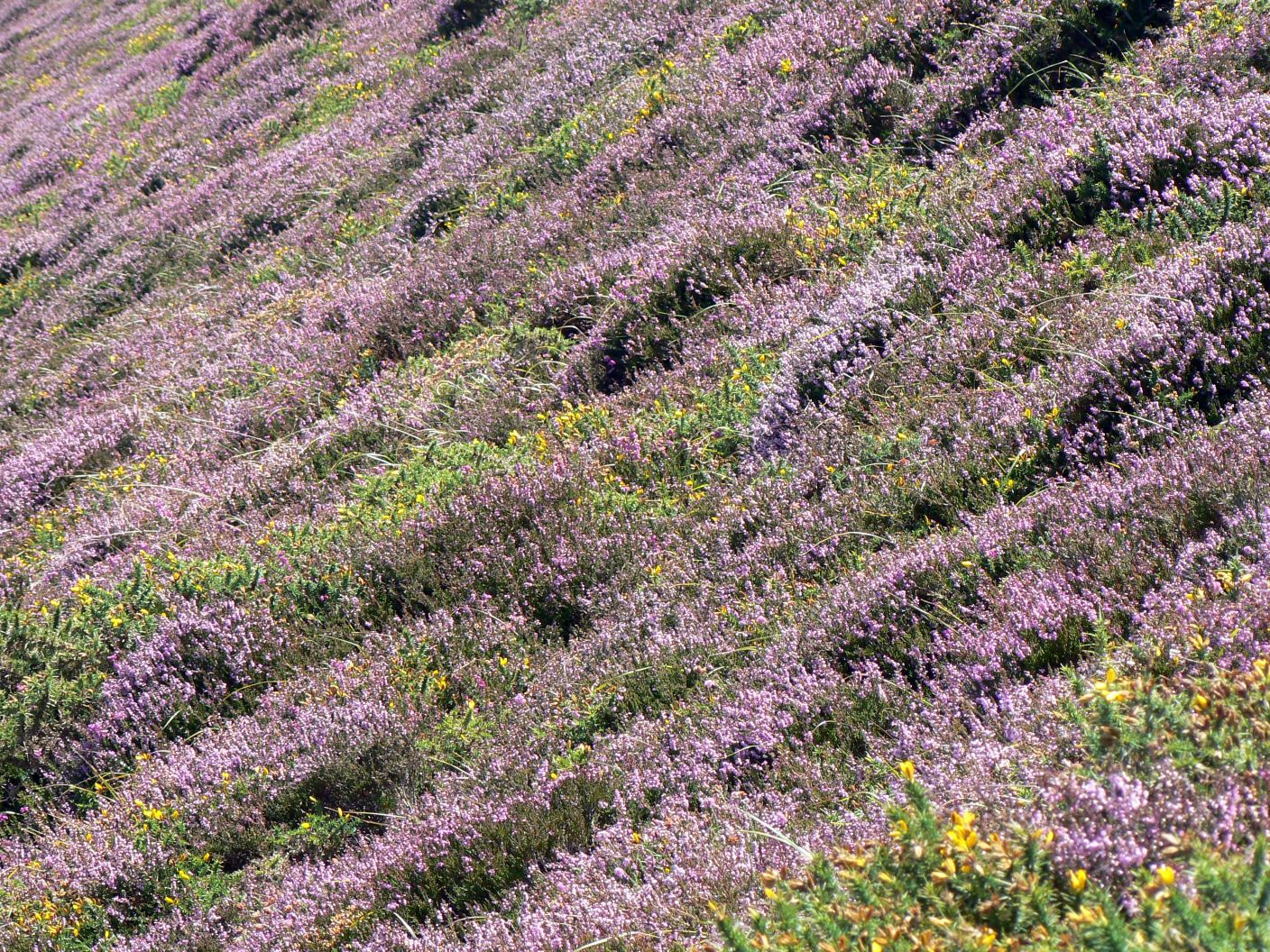
Wrzos – symbol Kornwalii

### Linia brzegowa
Hrabstwo Kornwalia zajmuje czubek półwyspu położonego na południowym zachodzie wyspy Wielka Brytania i dlatego narażone jest na działanie silnych wiatrów wiejących od Oceanu Atlantyckiego.
Północne i południowe wybrzeże półwyspu różnią się znacząco. Północne wybrzeże, leżące bezpośrednio nad Atlantykiem, ma charakter klifowy – tu właśnie, między miejscowościami Boscastle i Tintagel znajduje się High Cliff, najwyższy klif w Kornwalii (224 m). Jednocześnie są tu również długie piaszczyste plaże, będące atrakcją turystyczną, m.in. w Bude, St Ives, czy też Newquay. W tej części wybrzeża swe ujście znajdują dwie rzeki: Hayle oraz Camel, która stwarza warunki do istnienia bezpiecznej przystani w Padstow. Wybrzeże południa Kornwalii, zwane rivierą, jest bardziej osłonięte, toteż są tam lepsze warunki dla bezpiecznych przystani w ujściach rzek, m.in. miasta Falmouth i Fowey. Plaże na południu pokrywa gruboziarnisty piasek, gdzieniegdzie spotyka się też skaliste platformy abrazyjne.

### Ukształtowanie powierzchni i budowa geologiczna
Wnętrze Półwyspu Kornwalijskiego składa się z pasów wyżyn rozciągniętych w kierunku równoleżnikowym. Wyżyny te tworzą masywy granitowe. Przykładem jest płaskowyż Bodmin Moor, na którym znajduje się Brown Willy – najwyżej położony punkt Kornwalii. Następnie (ze wschodu na zachód) pojawia się wywyższenie wokół St Austell, Camborne, półwysep Penwith i Land’s End. Z intruzywnych granitów zbudowane są także Wyspy Scilly (obecnie częściowo zatopione) oraz wzgórza na obszarach graniczących z Kornwalią, takich jak Dartmoor. W strefach kontaktowych między masywami granitowymi a osadowymi skałami osłony tychże masywów miały miejsce intensywne procesy metamorfizmu kontaktowego i mineralizacji. Zjawiskom tym Kornwalia zawdzięcza posiadanie rud metali kolorowych: cyny, miedzi, ołowiu i cynku, które do XX wieku miały dla regionu kluczowe znaczenie gospodarcze. Proces wietrzenia granitu spowodował również powstanie złóż kaolinu – glinki używanej jako surowiec do produkcji porcelany, zwłaszcza w okolicy St Austell, które do dziś jest ważnym centrum przemysłu ceramicznego.
Granitowy płaskowyż otoczony jest przez bardziej żyzne grunty pastwiskowe. Przy południowym wybrzeżu zadrzewione doliny stwarzają dobre warunki do wegetacji roślinności lubiącej klimat ciepły i wilgotny. Teren ten położony jest głównie na warstwach piaskowca i łupków. Północny wschód Kornwalii leży na skałach pochodzących z karbonu, zwanych inaczej Culm Measures.
Będący częścią Półwyspu Kornwalijskiego półwysep Lizard przejawia dużą odmienność w porównaniu z resztą kraju. Jest to jedyny na terenie Wielkiej Brytanii obszar występowania ofiolitu – kompleksu skał magmowych uformowanego pod powierzchnią oceanu. Część ultrazasadowych skał ofiolitu została zmetamorfizowana i obecnie występuje jako powstałe w prekambrze serpentynity, głównie ciemnozielone i czerwone. Tworzą one widowiskowe klify; małe odłamki serpentynu są sprzedawane w sklepach z pamiątkami. Wnętrze półwyspu pokrywają mało żyzne gleby o niewielkiej miąższości, leżące przeważnie bezpośrednio na podłożu zbudowanym ze skał ultrazasadowych. Obszar ten jest dość jałowy, porastają go najczęściej wrzosowiska.

### Klimat
Kornwalia zajmuje najbardziej na południe wysuniętą część Wielkiej Brytanii, dlatego jej klimat jest stosunkowo ciepły i słoneczny. Przeważają łagodne zimy, a mróz i śnieg są zjawiskiem bardzo rzadkim, z wyjątkiem wyżyny w środku Półwyspu Kornwalijskiego. Średnia temperatura roczna dla większości Kornwalii wynosi między 9,8 a 12 °C, i jest nieco niższa dla obszarów położonych wyżej. Kornwalia znajduje się pod wpływem łagodnych wiatrów, przeważnie zachodnich z Oceanu Atlantyckiego i jest stosunkowo deszczowa, choć mniej niż bardziej na północ wysunięte obszary zachodniego wybrzeża Wielkiej Brytanii, od 1051 do 1290 mm w skali rocznej. Na większości terytorium hrabstwa nasłonecznienie wynosi ponad 1541 godzin w roku.
Niniejszy wykres przedstawia temperatury minimalne i maksymalne oraz sumę opadów w St Mawgan, w południowo-zachodniej części hrabstwa.
| Miesiąc                          | Sty   | Lut  | Mar  | Kwi  | Maj  | Cze  | Lip  | Sie  | Wrz  | Paź   | Lis   | Gru   | Roczna |
| -------------------------------- | ----- | ---- | ---- | ---- | ---- | ---- | ---- | ---- | ---- | ----- | ----- | ----- | ------ |
| Średnie temperatury w dzień [°C] | 8,5   | 8,5  | 9,8  | 11,6 | 14,5 | 16,8 | 19   | 19,1 | 17,1 | 14,1  | 11,2  | 9,5   | 13,3   |
| Średnie temperatury w nocy [°C]  | 3,8   | 3,5  | 4,6  | 5,5  | 8,2  | 10,8 | 13,1 | 13,2 | 11,4 | 9,1   | 6,4   | 4,9   | 7,9    |
| Opady [mm]                       | 119,9 | 86,8 | 81,1 | 62   | 58,5 | 65,2 | 55,7 | 73,2 | 89,8 | 108,2 | 121,1 | 121,1 | 1042,6 |
| Źródło: Met Office 14 maja 2009  |       |      |      |      |      |      |      |      |      |       |       |       |        |

## Środowisko naturalne

### Fauna i flora

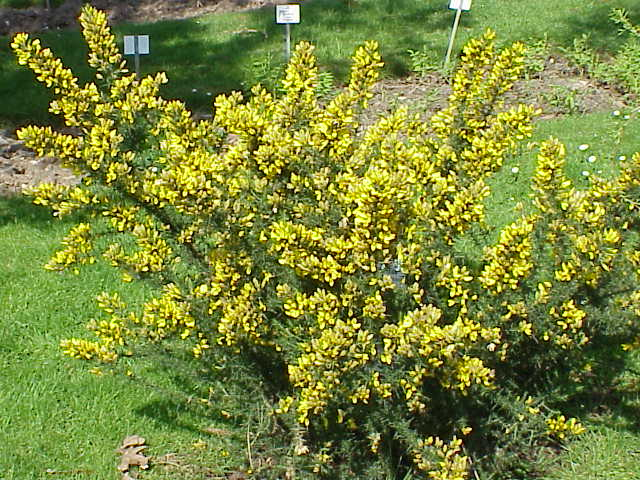
Kolcolist porasta kornwalijskie wrzosowiska

Niewielkie uprzemysłowienie terenu, jak również jego niezdatność do intensywnego rolnictwa, zwłaszcza w głębi półwyspu spowodowały, że region ten wyróżnia się dobrze zachowaną różnorodnością gatunkową flory i fauny. W regionie wypas bydła nigdy nie był intensywny i dużą rolę w kształtowaniu krajobrazów otwartych odegrały naturalne pożary. W efekcie powstały korzystne warunki do rozwoju wrzosowisk z przewagą wrzosu, różnych gatunków wrzośców, w tym endemitu – wrzośca rozpierzchłego, rosnącego tylko na Półwyspie Lizard. Na wrzosowiskach rosną poza tym borówki czarne (lokalnie zwane whortleberry) i kolcolisty.
Na wrzosowiskach spotyka się żmije zygzakowate – jedyny jadowity gatunek węża w Wielkiej Brytanii. Liczne sztolnie po kopalniach stanowią dobre warunki do rozwoju fauny nietoperzy. W miejscach podmokłych, w tym w zbiornikach po odkrywkowych kopalniach gliny, spotyka się żaby, ropuchowate i ważki różnoskrzydłe. Obok krajobrazów mniej lub bardziej typowych dla regionu, stworzone tu zostały ogrody sztucznie urządzone w celu zgromadzenia flory i fauny subtropikalnej, zwłaszcza motyli i ptaków. Miejscem wyjątkowym pod tym względem jest Tehidy Park niedaleko Camborne.

### Stan środowiska naturalnego

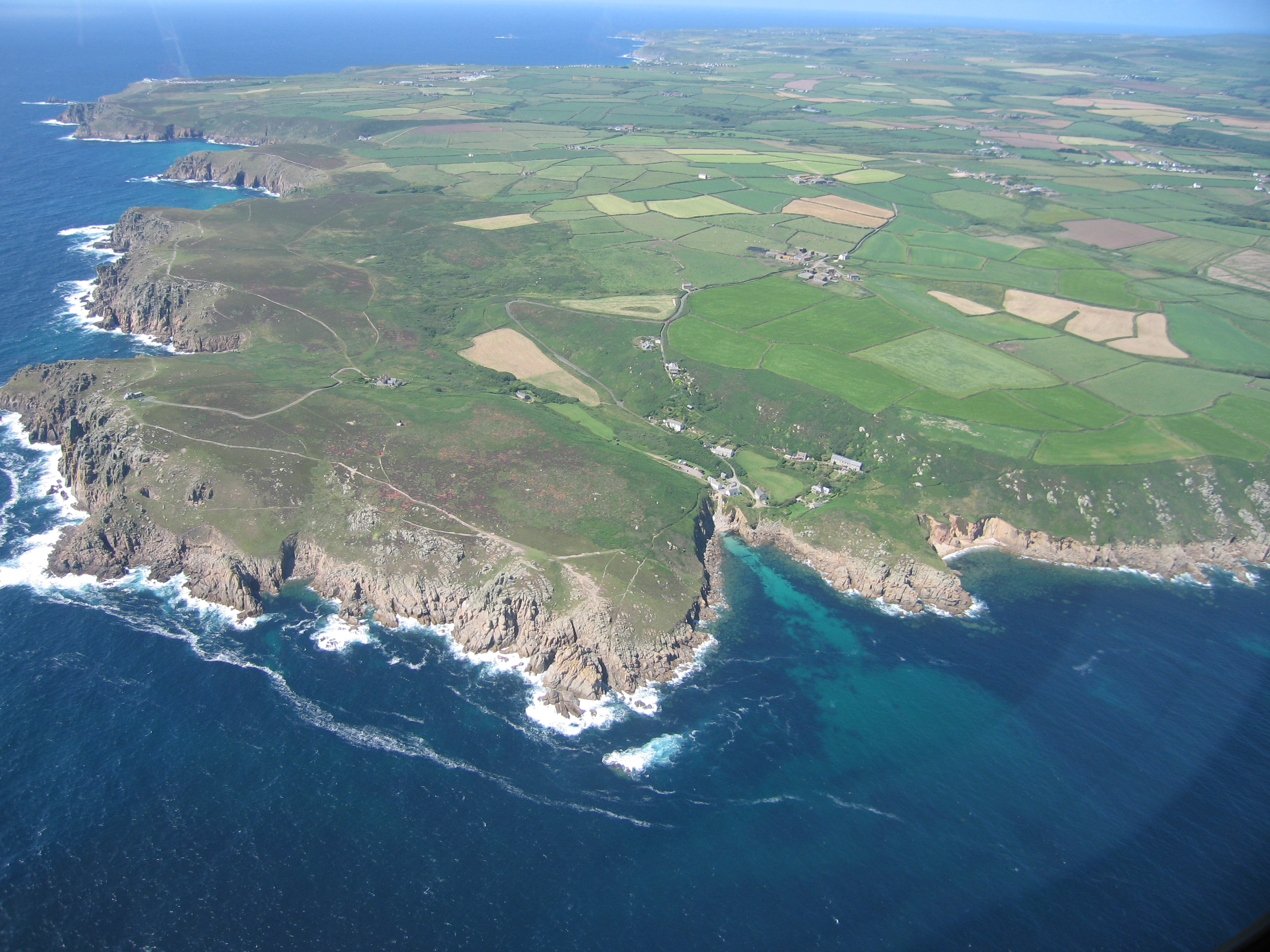
Krajobraz jest naturalnym bogactwem półwyspu Penwith

Środowisko naturalne w Kornwalii, jedno z naturalnych i ważnych bogactw zważywszy na rolę turystyki dla gospodarki regionalnej, narażone jest na liczne czynniki destrukcyjne, wynikające zarówno z tendencji ogólnoświatowych, np. globalne ocieplenie, jak i typowo lokalnych, związanych z położeniem geograficznym. Typowe dla tego regionu są powodzie – Agencja Środowiska ocenia, że w regionie South West England na powódź narażonych jest 100 000 gospodarstw. W Kornwalii szczególnie narażona jest dolina rzeki Tamar, podczas powodzi 2000–2001 ucierpiały 63 domostwa. W możliwym do przewidzenia czasie regionowi nie zagrażają niebezpieczeństwa związane z podnoszeniem się poziomu morza – od roku 1915 poziom podniósł się o 17 cm. Położenie w pobliżu Atlantyku i małe uprzemysłowienie sprawia, że powietrze w Kornwalii jest czyste, z wyjątkiem większych miast, gdzie charakterystyczna dla Kornwalii ciasna zabudowa ulic sprzyja gromadzeniu się zanieczyszczeń, powstających w wyniku transportu drogowego. Jakość wody w rzekach oceniana jest na bardzo dobrą i stale się polepsza: w 1992 stan czystości wód oceniano na 82%, a w roku 2001 – na 92%. Wody wszystkich rzek na każdym odcinku są co najmniej dobrej jakości. Niemniej jednak obserwuje się spadek zarybienia rzek: w roku 1994 z wód Kornwalii wyłowiono 4000 łososi, w roku 2001 tylko 500. Pozytywne tendencje występują również w stanie czystości wód w kąpieliskach nadmorskich, a stan czystości wód w nich wynosił w roku 2001 79%. Na terenie hrabstwa znajdują się trzy rezerwaty przyrody rangi krajowej (0.58% powierzchni hrabstwa) i sześć lokalnych. Ponadto są tu 63 inne obszary chronionej przyrody i krajobrazu, 103 stanowiska geologiczne, jak i 144 chronione obszary o znaczeniu naukowym.

## Historia Kornwalii

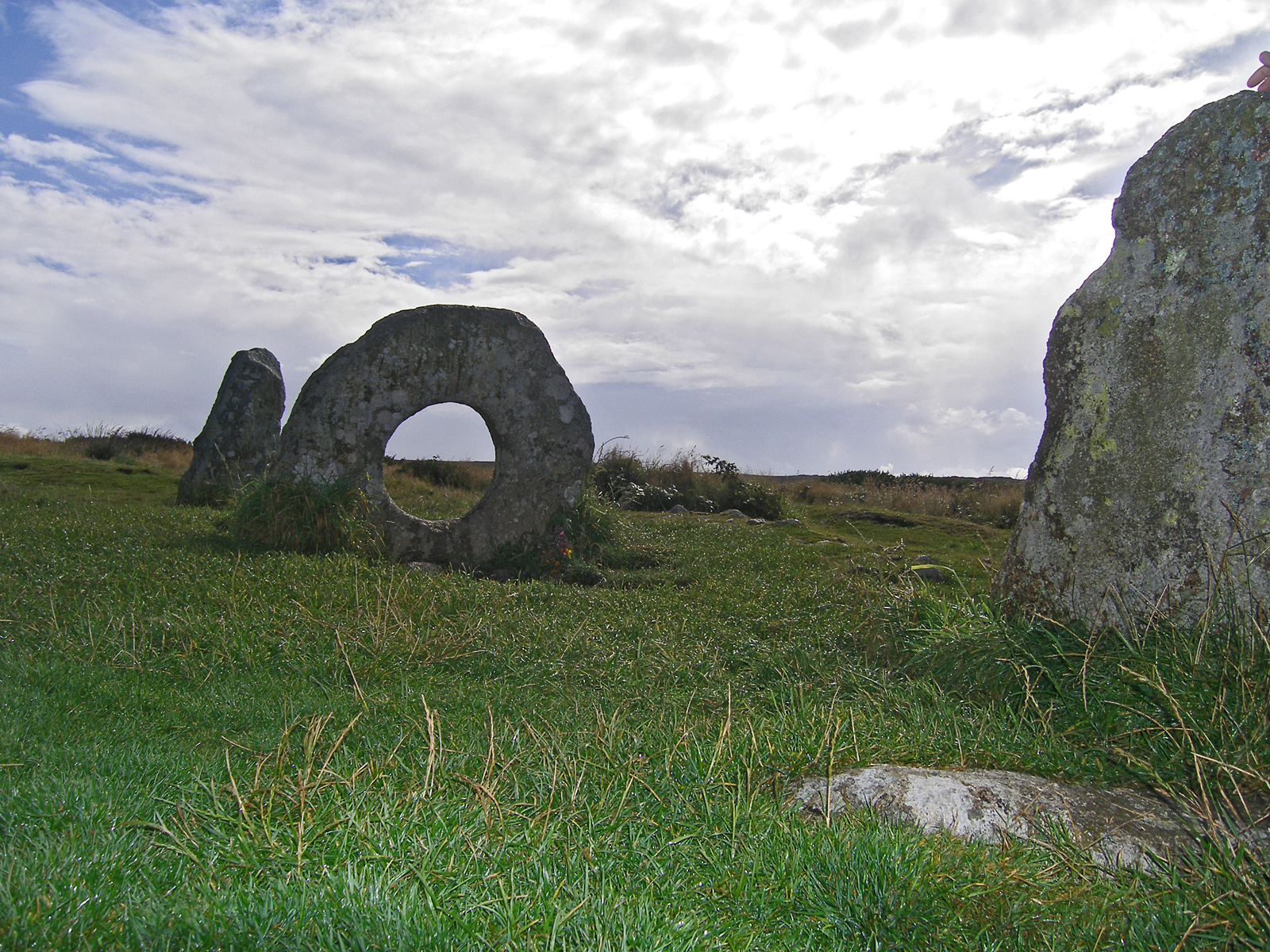
Men-an-Tol z epoki żelaza

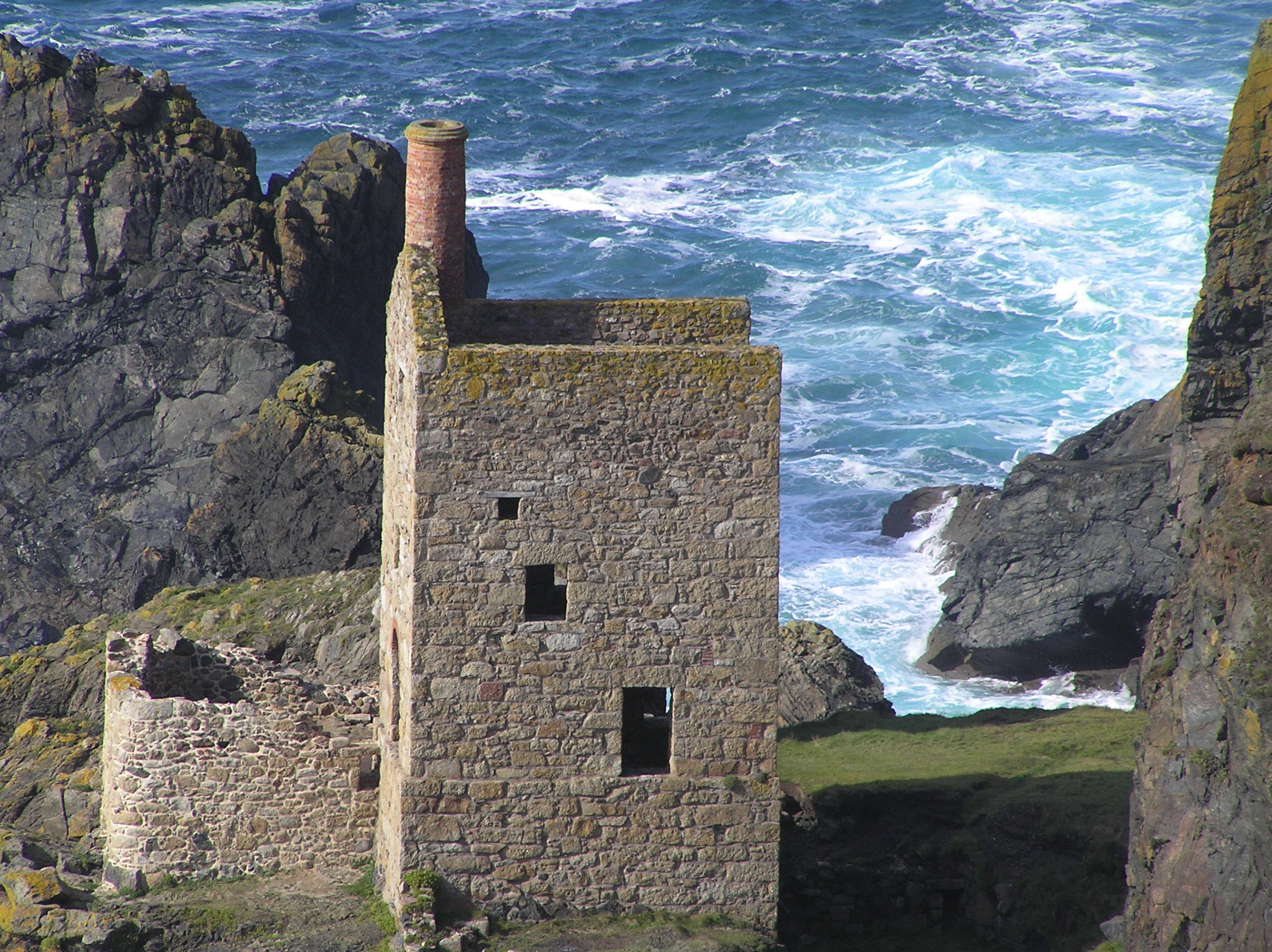
Ruiny kopalni cyny w zachodniej Kornwalii

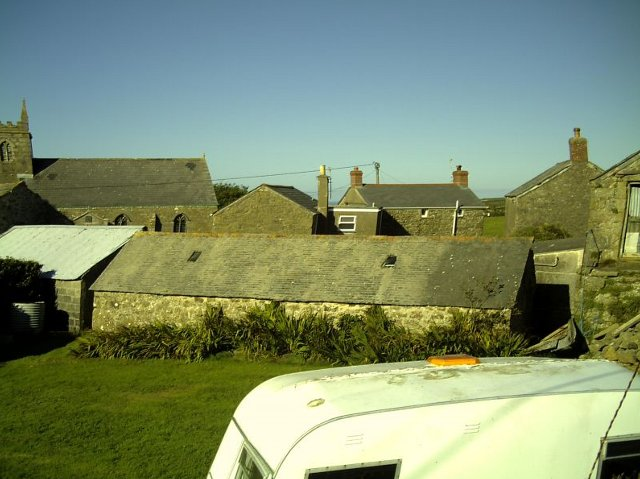
Kamienna wieś przy Land’s End

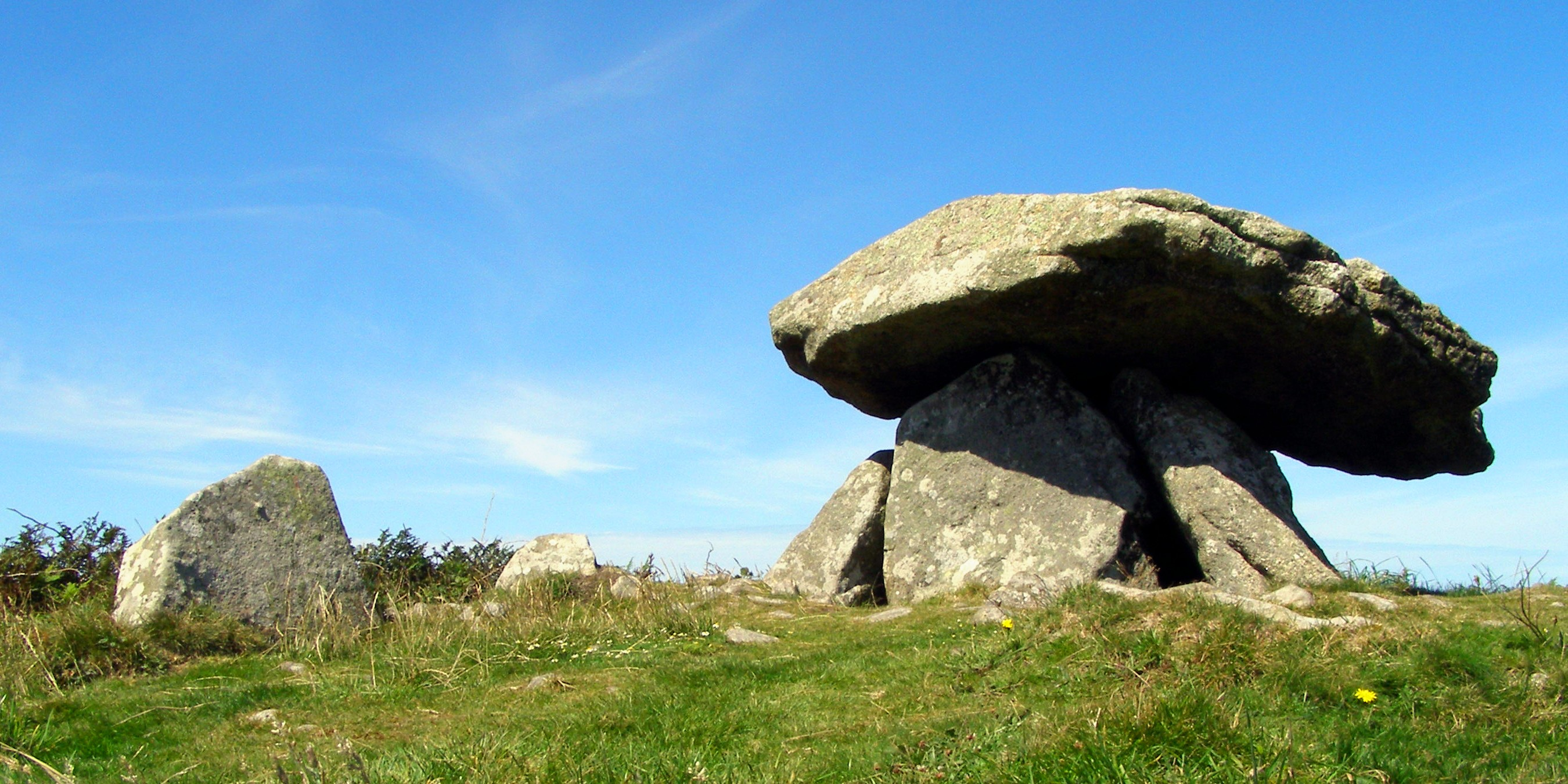
Megalityczny Chun Quoit

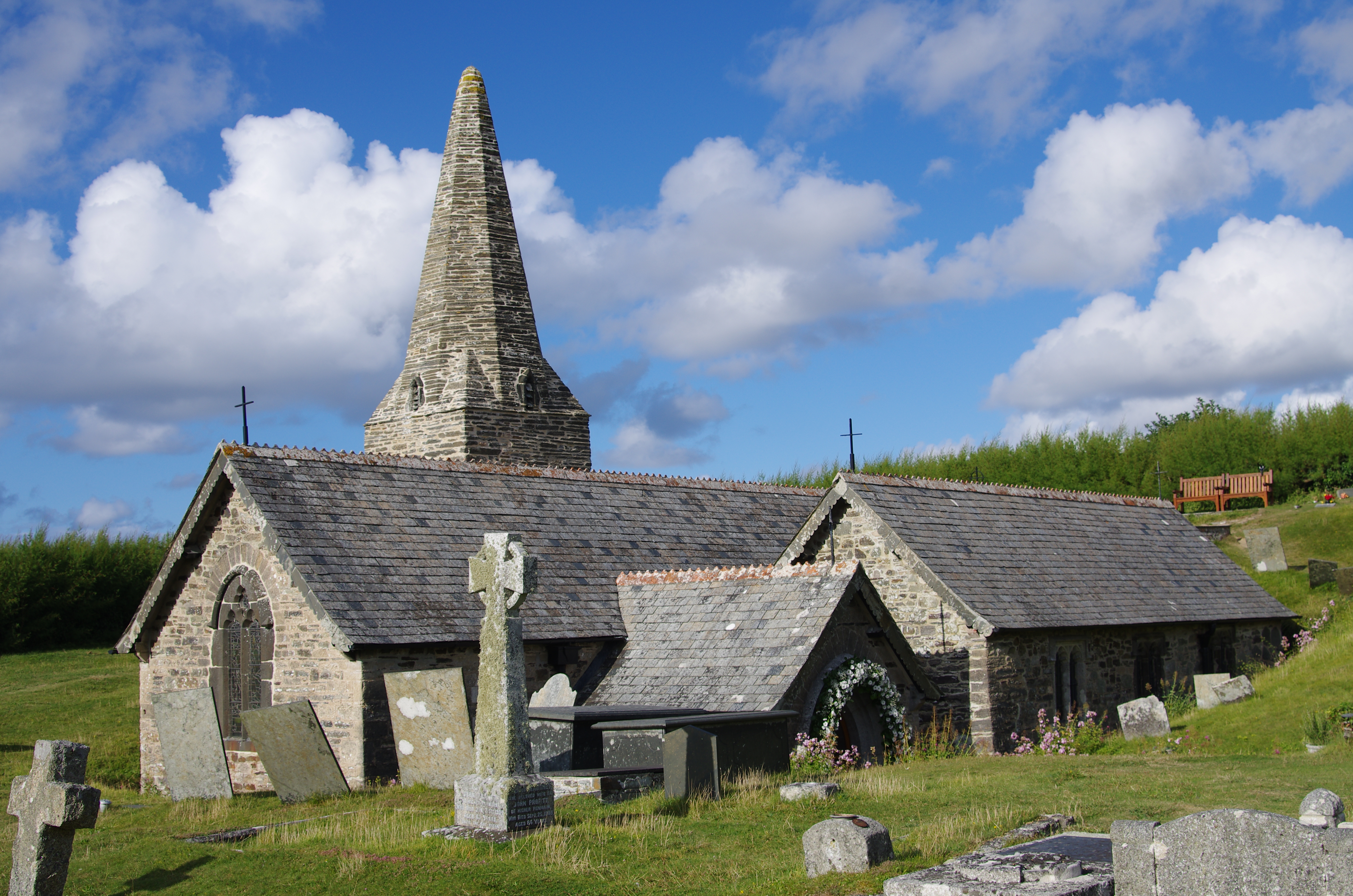
Kościół św. Enodoca w Trebetherick

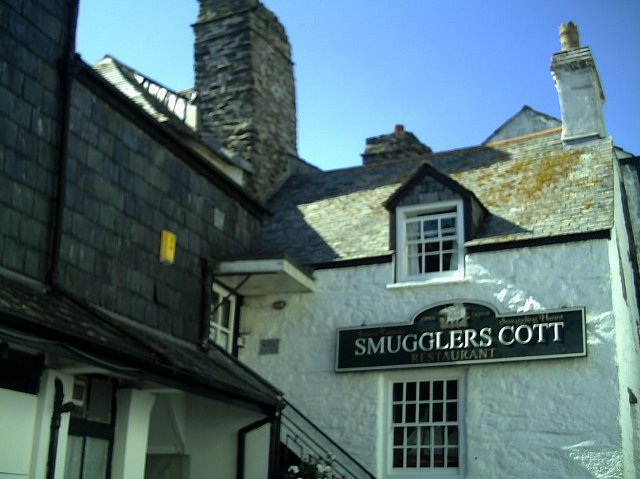
Dawna melina szmuglerska w Looe, obecnie popularny pub

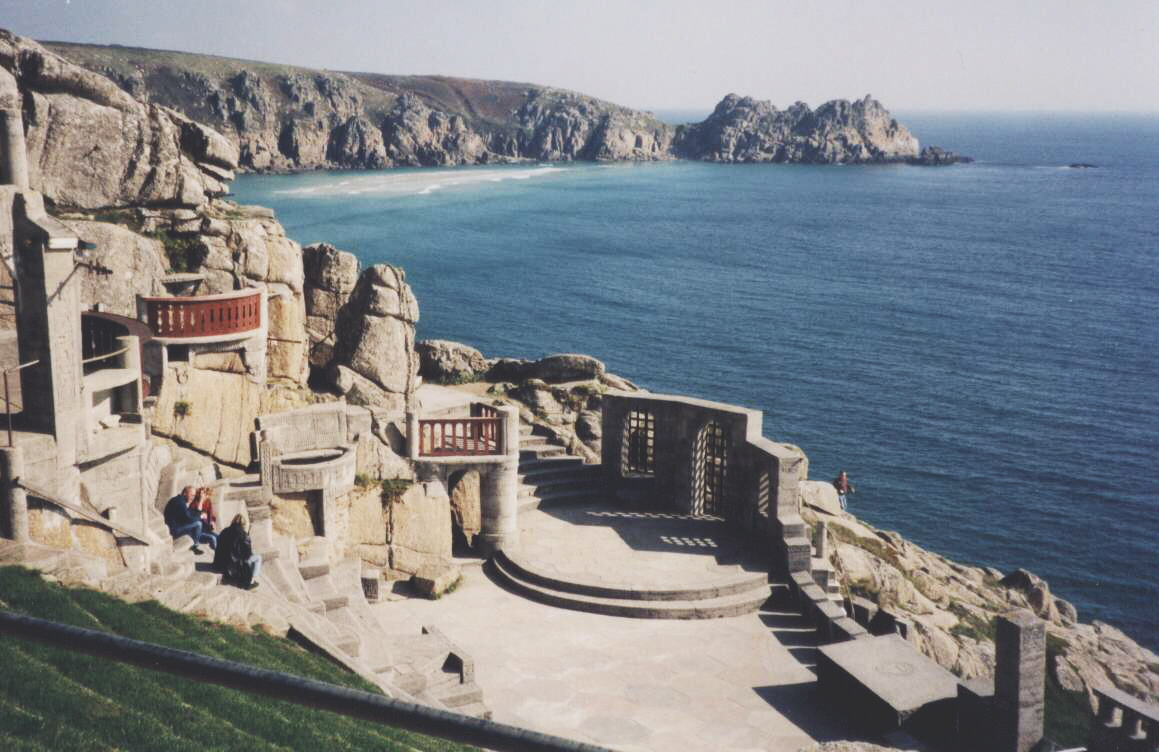
Wykuty w klifach amfiteatr Minnack Theatre

### Czasy prehistoryczne
Pierwsze udokumentowane ślady obecności ludzkiej, w postaci kamiennych narzędzi, pochodzą z okresu 400 000-200 000 lat p.n.e. Nie ma jednak dowodów na osadnictwo ludzi na terenie Kornwalii w tym czasie. Pierwsze odkrycia sugerujące zamieszkanie tych obszarów pochodzą z okresu po ostatniej epoce lodowcowej, około 10 000 p.n.e. i są to osady myśliwych, zlokalizowane głównie na półwyspie Lizard oraz na wyżynach (m.in. Bodmin Moor). W okresie epoki neolitu nastąpił gwałtowny rozwój osadnictwa, powstały pierwsze struktury megalityczne. Kornwalia i sąsiedni Devon posiadały duże złoża cyny, która wydobywana była już w epoce brązu przez ludzi z kultury pucharów dzwonowatych. Ponieważ cyna niezbędna jest do produkcji brązu, około roku 1600 p.n.e. region ten przeżył okres prosperity i był ośrodkiem eksportowym cyny do innych części Europy. Z epoki brązu pochodzą menhiry i kamienne kręgi, obecne zwłaszcza na końcu półwyspu.
Epoka żelaza rozpoczęła się na Wyspach Brytyjskich około roku 600 p.n.e., niosąc ze sobą rozwój rolnictwa, żelaznych pługów i siekier. Nasiliła się również budowa grodzisk na wzgórzach. Mniej więcej w tym samym czasie (900 – 500 p.n.e.) plemiona celtyckie opanowały wyspę Wielką Brytanię. Pierwsza wzmianka o Kornwalii pochodzi od greckiego historyka Diodora Sycylijskiego, a region ten nosi w jego pismach nazwę Belerion.

### Epoka rzymska
W okresie dominacji rzymskiej Kornwalia pozostawała na uboczu głównych centrów zainteresowania Rzymian. Co prawda sięgał tu rzymski system dróg, jednak docierał tylko do dwóch twierdz: Restormel Castle i Nanstalon, jak też do rzymskiej willi Magor Farm niedaleko Camborne. Skończył się handel cyną, wydobycie na skalę międzynarodową zastąpił import z Półwyspu Iberyjskiego. Kornwalia jednak nie straciła łączności z sąsiednimi terytoriami dzięki uczęszczanym szlakom morskim z Padstow i Lostwithiel.
W przededniu wycofania Rzymian z Brytanii, Anglosasi byli w stanie podbić większość wyspy, Kornwalia pozostała jednak we władaniu elit rzymskich i celtyckich. Kornwalia należała do plemienia „Dumnonii”, którego centrum znajdowało się na terenie współczesnego hrabstwa Devon. Kornwalijska część zwana była „Cornovii”. W okresie rzymskim podział między oboma plemionami nie był wyraźny a obie nazwy były stosowane wymiennie. Do VIII wieku władcy Dumdonii byli jednocześnie władcami Cornovii. W legendzie o królu Arturze Gorlois posiada tytuł księcia Kornwalii, ale nie ma dowodów na jego istnienie. Okres ten występuje w Kornwalii jako “wiek świętych” – powstanie celtyckiego chrześcijaństwa i odrodzenie sztuki celtyckiej w Irlandii i Szkocji, która następnie zawędrowała do Kornwalii. W tym właśnie okresie działali kornwalijscy święci: święty Piran, Meriasek czy Geraint; często silne były ich związki z królami Kornwalii.

### Średniowiecze
Królestwo Kornwalii powstało ok. VI wieku, jego królowie początkowo podlegali brytyjsko-celtyckiemu Królestwu Dumnonii. Sytuacja polityczna była niestabilna i niektórzy królowie kornwalijscy próbowali podporządkować sobie Bretanię. Tymczasem ze wschodu nadciągało saskie zagrożenie z Wesseksu, które doprowadziło do upadku królestwa Dumnonii. W roku 721 Brytowie pokonali Sasów pod Hehil. Po wieku spokoju zachodni Sasi znów zaatakowali Kornwalię. Kronika anglosaska informuje o bitwie pod Gafulforda, najprawdopodobniej pod obecnym Galford. W roku 838 Kornwalijczycy wraz z Duńczykami zostali pokonani przez Egberta z Wesseksu pod Hingston Down.
Do roku 880 w kościele kornwalijskim wykształciła się przewaga duchownych saskich. Kontrolowali oni dobra kościoła, które przeszły ostatecznie na własność królów Wesseksu. Jednak, zgodnie z opinią Alfreda Wielkiego, ilość ziemi posiadanej w Kornwalii była niewielka.
W roku 1013 Wessex został pokonany przez wojska duńskie pod dowództwem króla Danii Swena Widłobrodego. Wessex został włączony do imperium duńskiego, jednak nie anektowano doń Kornwalii, Walii ani Szkocji, dając im autonomię w zamian za trybut. Zapisy w Domesday Book świadczą, że do roku 1086 kornwalijscy właściciele zostali prawie całkowicie wywłaszczeni i zastąpieni przez właścicieli angielskich. Dominował jednak język kornwalijski, zwłaszcza w zachodniej i środkowej części Kornwalii; pierwsze typowo angielskie nazwy miejsc pojawiły się na zachód od rzeki Tamar dopiero około roku 1040.
Organizacja Kościoła w Kornwalii w tamtych czasach nie jest jasna. W połowie IX wieku kierował nim biskup Kenstec, który wprowadził Kościół kornwalijski pod jurysdykcję arcybiskupa Canterbury. Pierwsi biskupi byli narodowości kornwalijskiej, od roku 963 wszyscy byli Anglikami. Od 1050 roku Kościół kornwalijski został wchłonięty przez diecezję w Exeter.
Po roku 1066 większość ziemi w Kornwalii przeszła pod władanie nowej arystokracji, przy czym największa część należała do Roberta, brata przyrodniego Wilhelma Zdobywcy, największego właściciela ziemi w Anglii po królu. Przy licznych okazjach powoływano książąt Kornwalii, ich linie dynastycznie nie trwały jednak zbyt długo.
W średniowieczu rozwinęła się literatura popularna pisana w języku kornijskim, szczególnie w dziedzinie misteriów religijnych. Największym centrum literackim był Glasney College, trzeci pod względem wieku uniwersytet brytyjski.

### Czasy nowożytne
Tendencje centralistyczne za dynastii Tudorów znacznie przyczyniły się do likwidacji odrębności Kornwalii, m.in. zlikwidowano odrębność prawa stosowanego, narzucając prawo angielskie. W 1497 roku wśród górników kornwalijskich wybuchła rebelia, będąca eskalacją protestu przeciw podniesieniu podatków przez Henryka VII, który zbierał fundusze na wojnę ze Szkocją. Rebelianci dotarli do Londynu, zyskując po drodze zwolenników, jednak zostali pokonani w bitwie pod Deptford Bridge.
Kornwalijczycy również wzięli udział w tzw. rebelii modlitewników (Prayer book rebellion) w 1549 będącą odpowiedzią na wprowadzenie modlitewników protestanckich, co było zresztą powszechnym zjawiskiem w południowo-zachodniej Anglii. Nie chodziło tu tylko o tradycyjną katolickość regionu; nowy modlitewnik napisany był tylko w języku angielskim, który był wówczas bardziej rozpowszechniony w regionie. Co prawda łacina również nie była popularna, ale przynajmniej uświęcona tradycją i pozbawiona politycznych konotacji. W wyniku walk zginęło ok. 20% populacji kornwalijskiej – co było również początkiem zaniku języka kornijskiego. Z map pochodzących z XVII wieku, w tym ze słynnej mapy Merkatora wynika, że mieszkańcy Kornwalii uważani byli na równi z Walijczykami i Irlandczykami za jeden z narodów brytyjskich.
Kornwalia odegrała poważną rolę w wojnie domowej w Anglii – była enklawą rojalistów na sympatyzującym z parlamentem południowym zachodzie. Powodem była sytuacja należących do korony kopalń cyny. Siły parlamentu najechały na Kornwalię trzykrotnie i spaliły archiwa księstwa.
1 listopada 1755 trzęsienie ziemi w Lizbonie spowodowało falę tsunami, która uderzyła w kornwalijskie wybrzeże. Fala miała wysokość do 3 metrów i spowodowała zalanie znacznej części wybrzeża Kornwalii.
W XVIII wieku odpowiedzią na politykę fiskalną państwa był przemyt na szeroką skalę artykułów do Anglii. Rozwinął się zwłaszcza w Kornwalii – w regionie o trudnym dostępie z morza, stosunkowo pustej i trudniej do skontrolowania przez agendy państwowe przy ówczesnym stanie techniki. Przemytem zajmowały się całe rodziny, żyły z niego również miasta. Mieszkańcy wielu miejscowości pracowali wyłącznie przy przemycie – rozładunku, transporcie w głąb kraju. Lista osób o udokumentowanej działalności przemytniczej (w tym całych rodów) liczy ponad 200 osób.
W XVIII i XIX wieku region żył z górnictwa metali kolorowych. Złoża wyczerpały się pod koniec dziewiętnastego wieku, powodując masową emigrację Kornwalijczyków, głównie do Ameryki, Australii i południowej Afryki, gdzie poszukiwano górników. Po upadku górnictwa, rolnictwa i rybołówstwa, w XX wieku gospodarka regionu zaczęła opiera się na turystyce – mimo to Kornwalia uważana jest za jeden z najbiedniejszych regionów zachodniej Europy.

### Historia najnowsza
Pod koniec XIX i na początku XX wieku na półwyspie Lizard Guglielmo Marconi prowadził eksperymenty z łącznością radiową; w roku 1901 po raz pierwszy nawiązał łączność radiową z The Needles – na odległość ponad 300 kilometrów.
W 1921 zamknięto najgłębszą kopalnię rud cyny, Dolcoath Mine. Na ten czas również przypada próba wskrzeszenia języka kornijskiego przez Henry’ego Jennera; w 1928 powołał organizację Gorseth Kernow, mającą za zadanie zachowanie świadomości odrębności narodowej wśród Kornwalijczyków
Druga wojna światowa dość łagodnie obeszła się z położonym na uboczu i nieposiadającym większego znaczenia strategicznego regionem. Kornwalijskie plaże były zaminowane. W regionie znajdowały się wojskowe lotniska, służące jako bazy wypadowe.
W 1951 powstała narodowa partia Mebyon Kernow (Synowie Kornwalii), mająca w programie uzyskanie niepodległości. W pięćsetną rocznicę kornwalijskiej rebelii, w 1997, odbył się okolicznościowy marsz z Kornwalii do Londynu, znany jako Keskerdh Kernow 500. W 1999 roku Kornwalia została uznana za rejon niedostatecznie rozwinięty ekonomicznie i objęta programem Objective One.

## Administracja i polityka

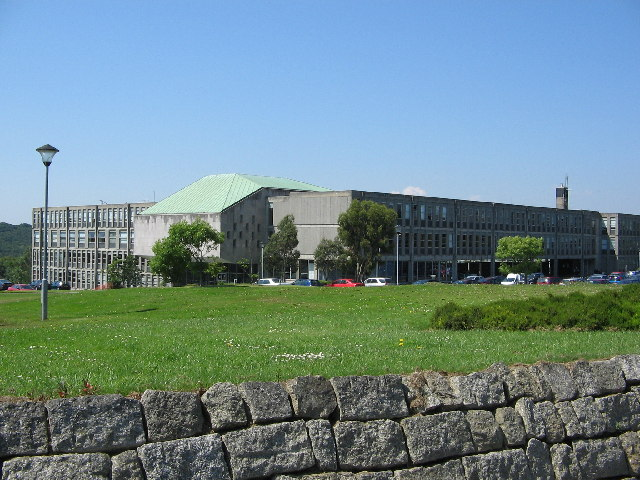
Siedziba hrabstwa w Truro

Kornwalia jest obecnie jednolitą jednostką administracyjną (unitary authority), z ośrodkiem administracyjnym i sądem w Truro. Wcześniej, do 2009, Kornwalia była hrabstwem niemetropolitalnym z sześcioma dystryktami: Caradon, Carrick, Kerrier, North Cornwall, Penwith i Restormel. Według szacunków reforma ta miała pozwolić na zaoszczędzenie 17 mln funtów rocznie, jednak rozwiązanie to spotkało się ze sprzeciwem aż 89% Kornwalijczyków.
Wyspy Scilly były w przeszłości administrowane przez Kornwalię, jednak od 1890 posiadają niezależne władze, będąc de facto jednolitą jednostką administracyjną (unitary authority). Okręg wyborczy dla Kornwalii ma centra w Truro i St Austell. Niektóre agendy wysp z powodów ceremonialnych i pragmatycznych są wcielone do struktur kornwalijskich, np. służba zdrowia i policja.
Obecnie Kornwalia wybiera 6 spośród 650 członków do Izby Gmin parlamentu brytyjskiego. Do roku 1832 Kornwalia miała 44 deputowanych do parlamentu, co odzwierciedlało znaczenie tutejszych złóż cyny dla państwa. Obecnie w Kornwalii coraz silniej objawiają się tendencje do samorządności i samostanowienia. Powszechnym poparciem społecznym cieszy się pomysł powołania parlamentu kornwalijskiego działającego na zasadzie izby samorządowej, na podobnej zasadzie jak w Walii i Szkocji – jest to wynikiem niezadowolenia z działalności Agencji Rozwoju Regionalnego Anglii Południowo-Zachodniej. Istnieją również zwolennicy pomysłu oderwania się od Anglii. W skrajnej postaci tendencje te przejawiają dwie separatystyczne partie kornwalijskie: powstała w 1951 Mebyon Kernow oraz Cornish Nationalist Party. Kwestionowane jest respektowanie praw Kornwalijczyków jako mniejszości etnicznej.

## Demografia
Populacja Kornwalii wynosi 534 500 osób (2008 r.), a gęstość zaludnienia – 150 os./km², co daje hrabstwu 41. miejsce na 47 hrabstw Anglii. Średni wiek wynosi 42 lata. Kornwalia odznacza się stosunkowo wysokim wzrostem populacji – 11,2% w latach osiemdziesiątych i 5,3% w latach dziewięćdziesiątych, co lokuje ją na piątym miejscu wśród hrabstw Anglii. Zmiany występują nie tyle w wyniku przyrostu naturalnego, co aktualnych tendencji migracyjnych.

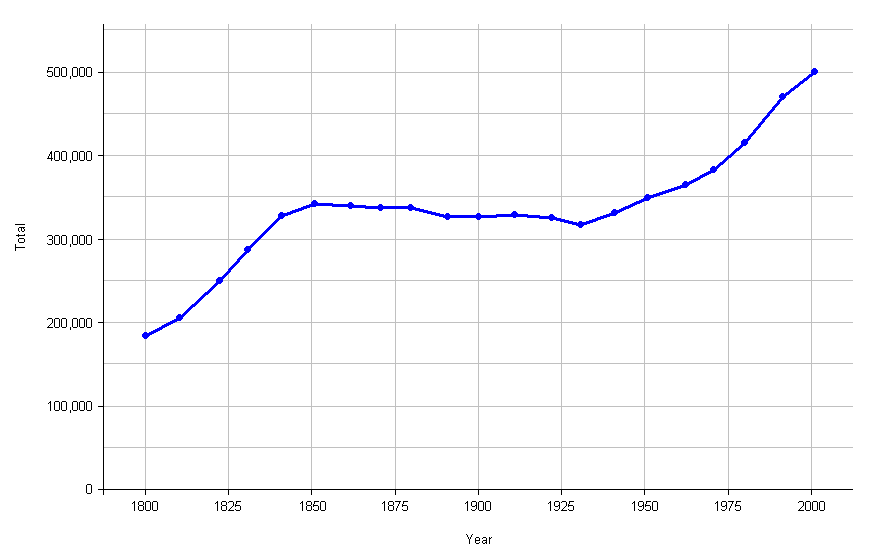
Zmiany w liczbie mieszkańców Kornwalii w ciągu ostatnich 200 lat

Kornwalia nie jest zaludniona równomiernie. Południowe obszary hrabstwa mają większą gęstość zaludnienia niż północne, a wschodnie – większą niż zachodnie. Najrzadziej zasiedlone jest północne wybrzeże atlantyckie oraz unitary authority Wyspy Scilly. W każdym przypadku gęstość zaludnienia jest niższa niż przeciętna krajowa, a tylko dystrykt Restormel jest zaludniony gęściej niż cały region południowo-zachodniej Anglii.
|                    | Liczba ludności | Powierzchnia (km²) | Gęstość zaludnienia (os./km²) |
| ------------------ | --------------- | ------------------ | ----------------------------- |
| Kornwalia          | 524 300         | 3547               | 148                           |
| Caradon            | 83 300          | 664                | 125                           |
| Carrick            | 91 300          | 458                | 199                           |
| Kerrier            | 98 000          | 474                | 207                           |
| North Cornwall     | 85 300          | 1195               | 71                            |
| Penwith            | 64 400          | 304                | 212                           |
| Restormel          | 101 900         | 452                | 225                           |
| Wyspy Scilly       | 2 100           | 16                 | 131                           |
| South West England | 5 124 100       | 23 837             | 131                           |
| Anglia             | 50 762 900      | 130 281            | 390                           |

Struktura ludności w Kornwalii. Wytłuszczono miejsca nie wchodzące w skład hrabstwa.
Kornwalia charakteryzuje się wysokim odsetkiem ludzi w wieku emerytalnym. Według spisu powszechnego z roku 2021 w Kornwalii mieszkało 144 200 osób w wieku emerytalnym (powyżej 65 roku zycia), co stanowi wzrost z 115 241 osób w stosunku do roku 2011, z 21,7% do 25,3%. Prawie połowa osób w wieku poprodukcyjnym mieszka samotnie.
Ludność Kornwalii uważa się za Anglików choć w spisie powszechnym (census 2001) 7% (44 000 w Kornwalii i 3500 osób w pozostałych częściach Wielkiej Brytanii) podało swą narodowość jako kornwalijską. Przyjmuje się, że ok. 50% populacji regionu ma rzeczywiste korzenie celtyckie – w porównaniu z 80% w latach pięćdziesiątych XX wieku. Najliczniejszymi mniejszościami pozabrytyjskimi w Kornwalii byli (wg cenzusu 2021) Niemcy i Polacy – po 0,4%.

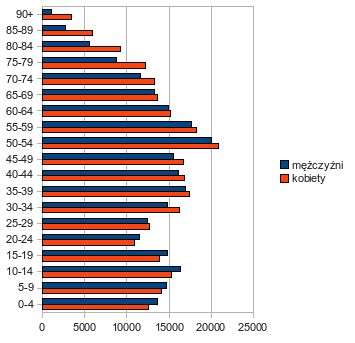
Struktura wiekowa mieszkańców Kornwalii (dane na rok 2001)

### Zatrudnienie
Najwięcej osób znajduje zatrudnienie w obsłudze ruchu turystycznego – 34 100 osób. Drugim pracodawcą jest handel – 32 400 osób, później służba zdrowia – 29 100 osób, następnie inny publiczny sektor – edukacja z 21 600 pracownikami. W rolnictwie znajduje zatrudnienie 14 600 pracowników. Spadające od kilku lat bezrobocie obecnie zaczyna ponownie rosnąć: w 2010 roku wyniosło 9,4% i po raz pierwszy od ośmiu lat jest wyższe niż średnia krajowa. Zarobki są niższe niż średnia krajowa: w roku 2009 przeciętny Kornwalijczyk zarabiał rocznie 20 997 GBP brutto, podczas gdy średnia dla całej Anglii wynosiła 25 277 funtów brutto rocznie.
Od 2004 roku w związku ze wstąpieniem nowych państw do Unii Europejskiej i otwarciem brytyjskiego rynku pracy daje się zauważyć znaczny wzrost liczby cudzoziemców pracujących w hrabstwie. W roku 2003/04 zarejestrowano w hrabstwie 800 nowych pracowników, a w 2004/05 już 1890. Ponad połowa pracuje w dystryktach Kerrier i Penwith.

## Religia

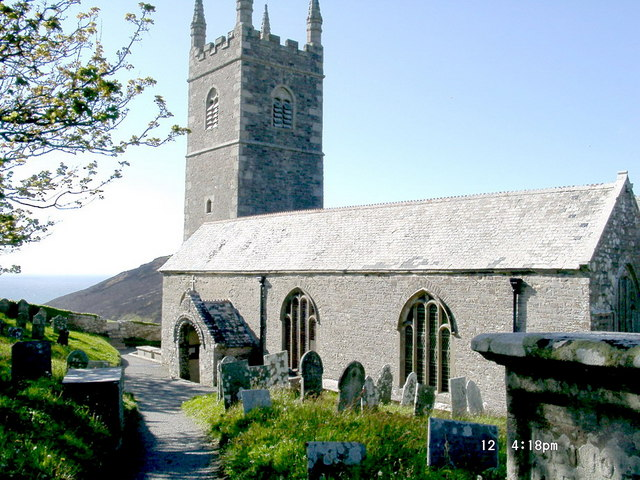
Church of St Morwenna, Morwenstow

Wiele miejsc w Kornwalii nosi imiona misjonarzy, najprawdopodobniej irlandzkich, i z reguły nazywanych świętymi, choć historyczność niektórych z nich jest wątpliwa. Patronem Kornwalii i górników kornwalijskich jest święty Piran, jemu też przypisuje się powstanie flagi kornwalijskiej. Kornwalia długo opierała się wprowadzeniu protestantyzmu, ziemie te były tradycyjnie katolickie. Po reformach Henryka VIII wybuchła rebelia jako protest przeciw wprowadzeniu modlitewników anglikańskich.
Obecnie dominującą religią regionu hrabstwa jest chrześcijaństwo – jako chrześcijan określa się blisko 75% mieszkańców Kornwalii. Na drugim miejscu plasują się buddyści – 0,15%, następnie muzułmanie – 0,1%, żydzi – 0,1%, hinduiści – 0,05% W każdym przypadku jest to mniej niż średnia dla Anglii. Jako niewierzących określa się 17% populacji regionu – w porównaniu do ogólnoangielskiego wskaźnika 14,81%.
Najliczniejszą wspólnotą chrześcijańską są anglikanie. Kornwalia w całości należy do diecezji w Truro. Drugim pod względem liczebności jest Kościół katolicki, który organizacyjnie w hrabstwie należy do prowincji Southwark i diecezji Plymouth.

## Miasta

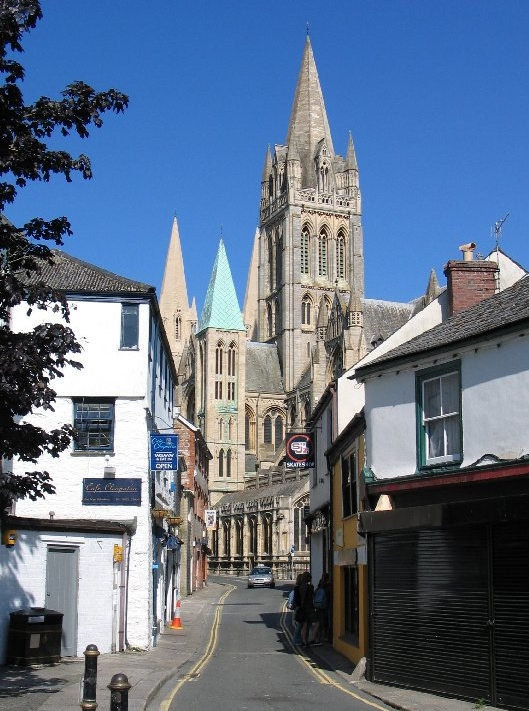
Katedra w Truro

Ośrodkiem administracyjnym hrabstwa i jedynym miastem o statusie katedralnym (city) jest Truro, aczkolwiek dopiero czwartym pod względem wielkości. Sąsiedni Falmouth pełni rolę portu dla stolicy hrabstwa i jest obecnie największy – pozostałe porty hrabstwa, Padstow i najbardziej na zachód wysunięty port Wielkiej Brytanii, St Ives, podupadły znacznie. Największe miasto Kornwalii, St Austell jest ośrodkiem przemysłu ceramicznego, konurbacja Redruth – Camborne, największe skupisko ludności w hrabstwie, odgrywała dużą rolę w górnictwie cyny. Obecnie w obu miastach dominuje przemysł spożywczy i drobny. Dla odmiany Penzance, Bude, St Ives i Newquay są ważnymi ośrodkami turystycznymi o znaczeniu ponadregionalnym. Newquay jest największym w Anglii ośrodkiem surfingu i dużym centrum sportów wodnych; St Ives zostało wybrane przez The Guardian najlepszym miastem wypoczynku letniego w roku 2007.
| Lp. | Miasto     | Liczba mieszkańców |
| --- | ---------- | ------------------ |
| 1   | St Austell | 23 864             |
| 2   | Falmouth   | 22 686             |
| 3   | Camborne   | 20 436             |
| 4   | Truro      | 20 332             |
| 5   | Newquay    | 20 189             |
| 6   | Redruth    | 19 902             |
| 7   | Penzance   | 16 336             |
| 8   | Saltash    | 15 566             |
| 9   | Bodmin     | 14 614             |
| 10  | Helston    | 11 311             |
| 11  | St Ives    | 9966               |
| 12  | St Blazey  | 9958               |
| 13  | Liskeard   | 9237               |

## Transport i komunikacja

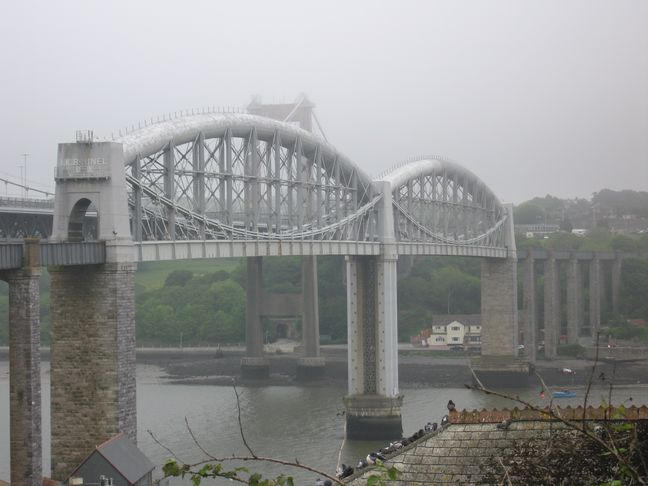
Most Księcia Alberta

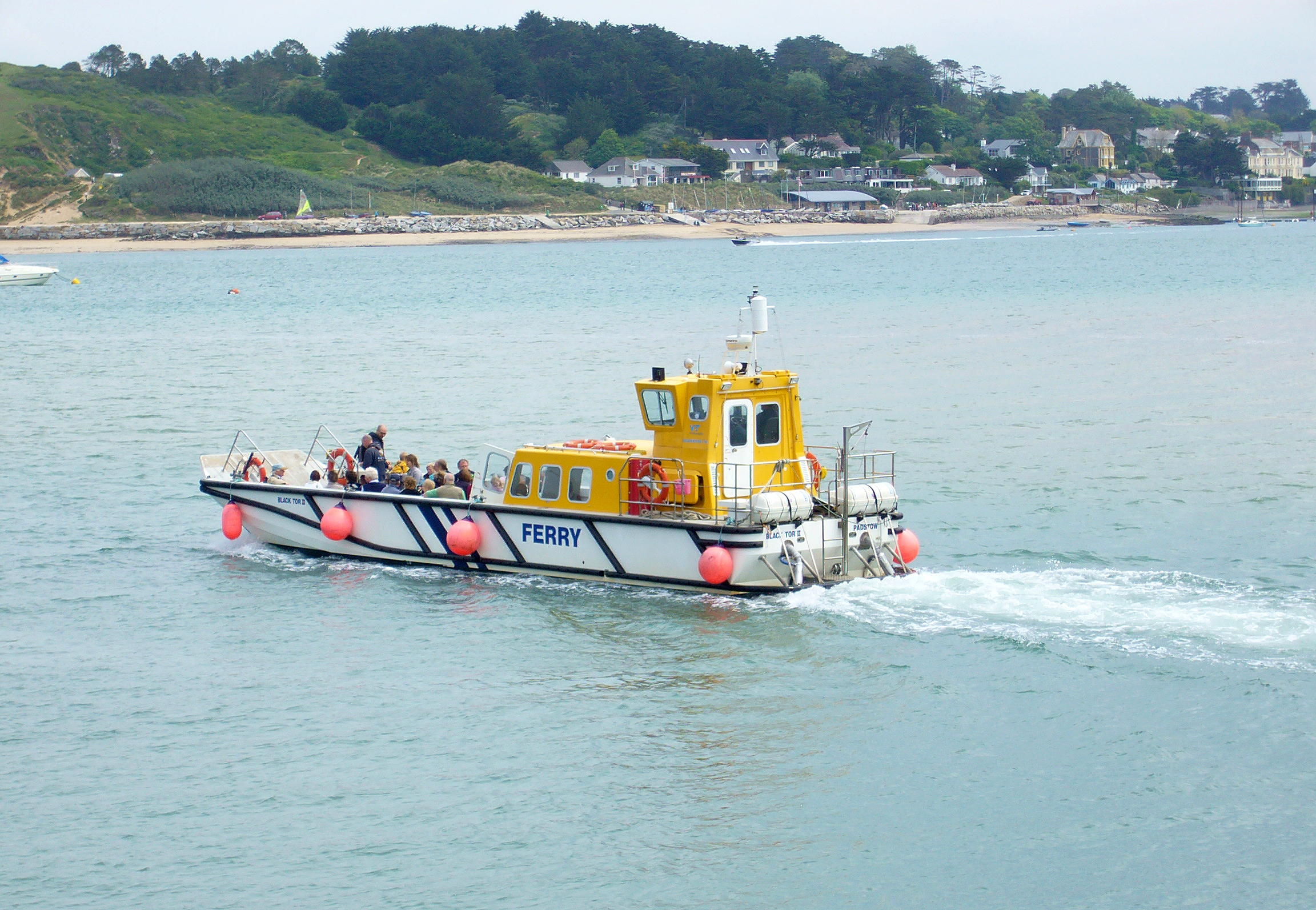
Mały prom w Padstow

### Transport lądowy
Kornwalia nie ma autostrady i w najbliższej przyszłości nie przewiduje się jej zbudowania, choć sprawą zainteresowana jest Unia Europejska. Przez hrabstwo przebiegają trzy drogi krajowe – A 38 Bodmin – Derby, która wkracza do hrabstwa przez most Tamar Bridge na rzece Tamar w mieście Saltash, droga A39, tzw. Atlantic Highway z Barnstaple do Falmouth i dalej do Bridgwater oraz A30 z Londynu do Land’s End, która przekracza granicę Kornwalii pod Launceston.
Przez Kornwalię przebiega linia kolejowa Penzance – Londyn z odnogami do St Ives, Looe i Newquay. Linia wkracza do hrabstwa w Saltash przez most Royal Albert Bridge, zaprojektowany i skonstruowany przez Isambarda Kingdom Brunela i oddany do użytku w 1859. Otwarcia dokonał książę Albert, stąd nazwa. Linia kończy się w Penzance, najbardziej na południe i zachód wysuniętym dworcu kolejowym Wielkiej Brytanii. Odnogi St Erth – St Ives, Par – Newquay i Liskeard – Looe sytuują się w czołówce najatrakcyjniejszych krajobrazowo tras kolejowych Wielkiej Brytanii.

### Transport lotniczy i morski
Jedynym lotniskiem na terenie hrabstwa jest port lotniczy Newquay, lotnisko cywilno-wojskowe, obsługujące połączenia Kornwalii z wyspami Scilly, największymi miejscowościami w Wielkiej Brytanii i miastami w Europie, np. Zurych i Düsseldorf. Istnieje możliwość rozbudowy lotniska. Ponadto Penzance posiada lądowisko dla helikopterów zapewniające połączenie z wyspami Scilly. Miniaturowe lotnisko dla helikopterów Land’s End Aerodrome znajduje się również w St Just.
Transport morski nie odgrywa już takiej roli jak jeszcze niedawno, jednak otoczona morzami Kornwalia dalej jest jego ostoją. Największy port pasażerski jest w Falmouth, obsługujący statki wycieczkowe w sezonie letnim. Wiele małych portów kornwalijskich wykorzystywanych jest dla turystycznej żeglugi przybrzeżnej. Wyspy Scilly obsługiwane są przez prom z Penzance.

### Telegraf
W 1872 roku powstała spółka „Eastern Telegraph Company”, która założyła centralę telegraficzną, z ośrodkiem również w Kornwalii, w Porthcurno, od roku 1929 pracującą również jako stacja radiotelegraficzna. Z czternastoma kablami ta właśnie stacja uważana była za największą na świecie. Podczas II wojny światowej stacja działała w bunkrze. Obecnie jest nieczynna, a jej budynki i urządzenia służą jako muzeum.

## Gospodarka

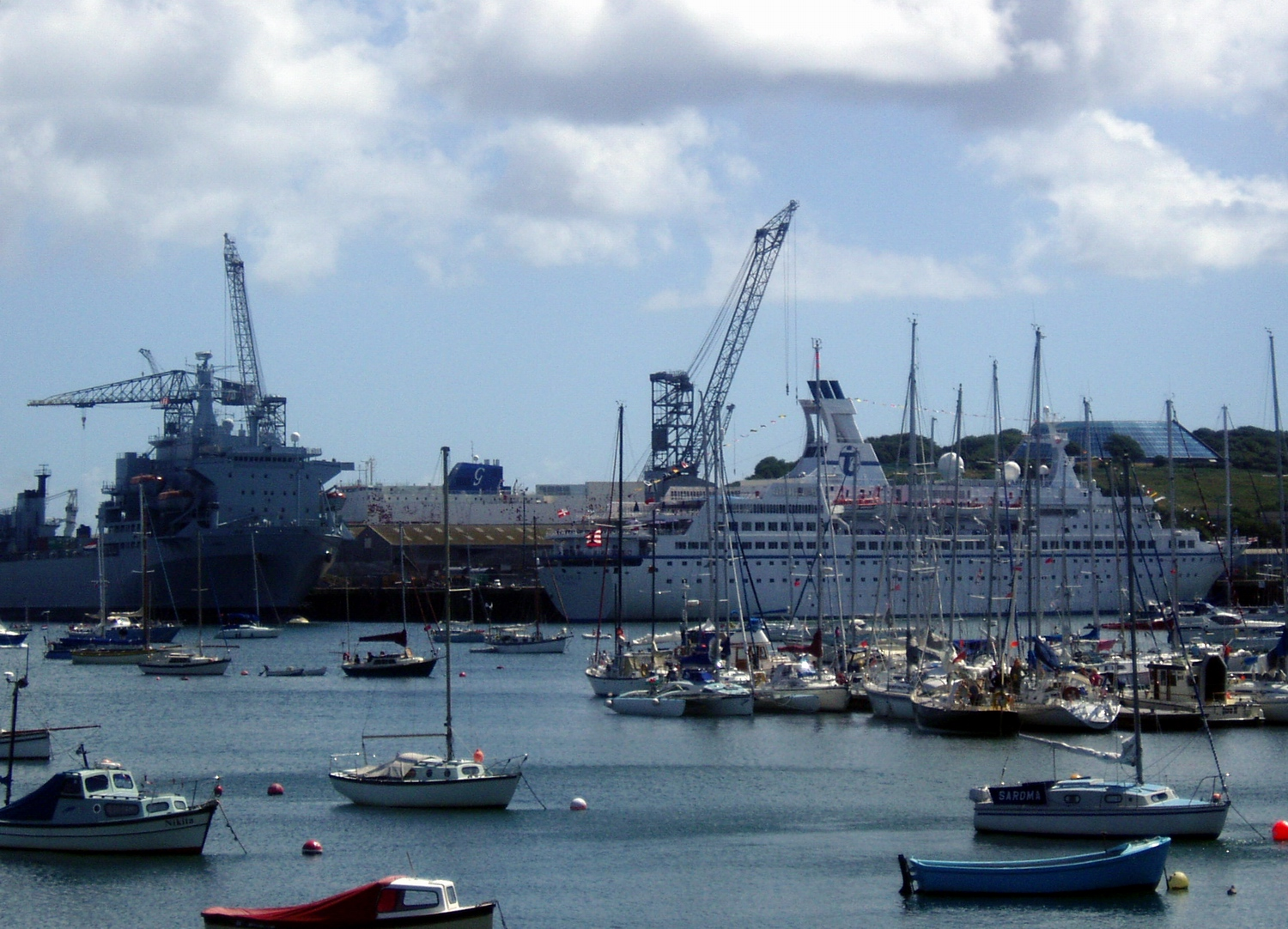
Doki w Falmouth

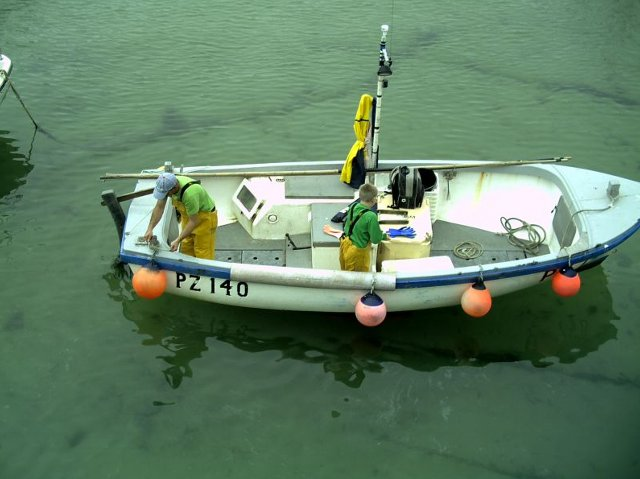
Kornwalijscy rybacy wypływają na połów

Kornwalia jest jednym z najuboższych regionów w Wielkiej Brytanii. W 2005 roku produkt brutto regionu wynosił roku 64% średniej krajowej, a średni dochód mieszkańca regionu wynosił 62% średnich zarobków brytyjskich.
Według standardów Unii Europejskiej, w 2002 roku wartość PKB wg parytetu siły nabywczej na mieszkańca Kornwalii i Wysp Scilly wynosiła 15 366 euro, co stanowiło 72,6% wartości europejskiej dla 25 państw (w tym 10 krajów kandydackich do rozszerzenia w 2004 roku), podczas gdy dla całego państwa wskaźnik ten wynosił 117,8%. W roku 2004 na tle już 27 krajów (25 w UE wraz z Rumunią i Bułgarią) było to odpowiednio 17 055 euro, 79,2% i 123%, a w 2010 roku: 17 600 euro, 72% i 111%. W 2018 roku – na ponad rok przed Brexitem – PKB na mieszkańca wg parytetu siły nabywczej regionu Kornwalii i Wysp Scilly wyniósł 21 500 euro i 71% wartości 27 krajów UE już bez UK, wobec 106% dla Zjednoczonego Królestwa.
Od okresu 2000–2006 Komisja Europejska objęła Kornwalię programem operacyjnym w ramach celu pierwszego (ang. Objective one) – mającym wspomóc obszary najuboższe w Unii. W tej transzy programu na pomoc Kornwalii przeznaczono 350 mln funtów, po czasie szacowano, że w latach 2000–2006 Kornwalia otrzymała 138 euro na mieszkańca. W latach 2007–2013 pomoc tę kontynuowano pod nazwą celu konwergencji, w ramach tego programu przeznaczono na region 458,1 mln EUR + 196 mln euro i szacowano wydatki na 145 euro na osobę.
Zjawisko biedy i niedorozwoju ekonomicznego nie występuje jednak równomiernie; obok obszarów naprawdę ubogich są i takie, które plasują się w górnej połowie subregionów brytyjskich. Przykładowo wschodnia część Penzance znajdowała się na miejscu 589, podczas gdy dzielnica Saltash – St. Stevens – na miejscu 30 477.
W czasach historycznych Kornwalia była ośrodkiem wydobycia cyny i – nieco mniejszym – miedzi. Metale te wydobywano już w czasach prehistorycznych i w starożytności, do wyczerpania złóż doszło w XIX wieku, a ostatnią kopalnię cyny w Europie zamknięto w 1998 roku. Tradycyjne dziedziny gospodarki, jak rybołówstwo i przemysł ceramiczny również przeżywają regres. Niemniej jednak Szkoła Górnicza w Camborne, obecnie oddział Uniwersytetu w Exeter, dalej uznawana jest za wiodącą w swej dziedzinie.
Obecnie jednym z najprężniejszych branż jest rolnictwo i przemysł spożywczy, który przynosi regionowi 1 mld GBP rocznie. Łagodny klimat powoduje, że możliwa jest tu, jako w jedynym regionie Wielkiej Brytanii, całoroczna uprawa warzyw. Kornwalijskie warzywa – kalafiory, brokuły, cebula, marchew dostarczane są do sklepów całej Wielkiej Brytanii. W Kornwalii działa przedsiębiorstwo Ginsters, producent cornish pasty, ciast i kanapek. W wyniku pomocy z Unii Europejskiej dokonano głębokiej restrukturyzacji rybołówstwa. W regionie prosperuje 49 portów i przystani rybackich, poławiających 40 gatunków ryb.
Gospodarka Kornwalii zależy w dużej mierze od turystyki. 530 kilometrów urozmaiconej linii brzegowej, łagodny klimat i ciekawa historia powodują, że rocznie ten region odwiedza 5 milionów turystów. Do największych atrakcji regionu należą miejscowości nadmorskie, ogród botaniczny Eden Project, Zaginione Ogrody Heliganu.

## Wojsko i obronność
Charakterystyczne położenie regionu spowodowało, że stał się on obiektem zainteresowania głównie sił morskich oraz, szczególnie w okresie II wojny światowej, lotniczych. Obszar ten odegrał strategiczną rolę w obronie południowego wybrzeża wyspy, obecnie znaczenie wojska dla regionu jest niewielkie. W regionie operują jednostki Royal Navy, głównie z portu wojennego w Plymouth. Są one czasem oskarżane o szkody w faunie oceanicznej, np. zabijanie delfinów. Na terenie Kornwalii zbudowano od roku 1925 dziesięć baz sił lotniczych Royal Air Force, z których osiem zamknięto po II wojnie światowej. Największym obiektem na terenie hrabstwa jest lotnisko w Newquay, wykorzystywane do celów cywilno-wojskowych. Największą jednostką jest RAF St Mawgan niedaleko Newquay, otwarta w roku 1933, z której operują także śmigłowce. Na terenie Kornwalii znajdują się 23 jednostki piechoty; jedyną szkołą wojskową jest szkoła kadetów piechoty.

## Nauka i oświata
W Kornwalii działa 31 państwowych i 8 niepublicznych szkół ponadpodstawowych. Wyniki osiągnięte przez uczniów kornwalijskich są niższe niż średnia krajowa. W roku 2007 w egzaminach GCSE (porównywalne z polskimi pogimnazjalnymi) 58,5% zdało pięć przedmiotów na oceny bardzo dobrą, dobrą lub dostateczną, łącznie z językiem angielskim i matematyką – w porównaniu z wynikiem 62,0% dla całej Anglii. Największy współczynnik w całej Anglii miały wyspy Scilly – 88,2%. Liczba uczniów uczących się języka kornijskiego wynosi obecnie 150.
W Kornwalii znajdują się trzy szkoły policealne typu college: Penwith College, Cornwall College i Truro College. Edukację na poziomie uniwersyteckim zapewniają University College w Falmouth, Truro College, Penwith College, Cornwall College oraz Peninsula College of Medicine and Dentistry, wszystkie tworzące zespół szkół wyższych Combined Universities of Cornwall, przy wsparciu uniwersytetów w Plymouth i w Exeter (ten ostatni na terenie Kornwalii prowadzi szkołę górniczą Camborne School of Mines). Combined Universities rozwinęły się w latach 2000–2005 dzięki grantom z Unii Europejskiej „Objective One”, które miały zapobiec odpływowi młodzieży z Kornwalii do uczelni w innych częściach Anglii.
Szkoła Górnictwa w Camborne (Camborne School od Miners) jest jedyną uczelnią politechniczną hrabstwa. Powstała w roku 1888 aby kształcić kadry techniczne dla potrzeby kopalń metali kolorowych, zwłaszcza cyny. Jest filią Uniwersytetu w Exeter.

## Kultura

### Malarstwo

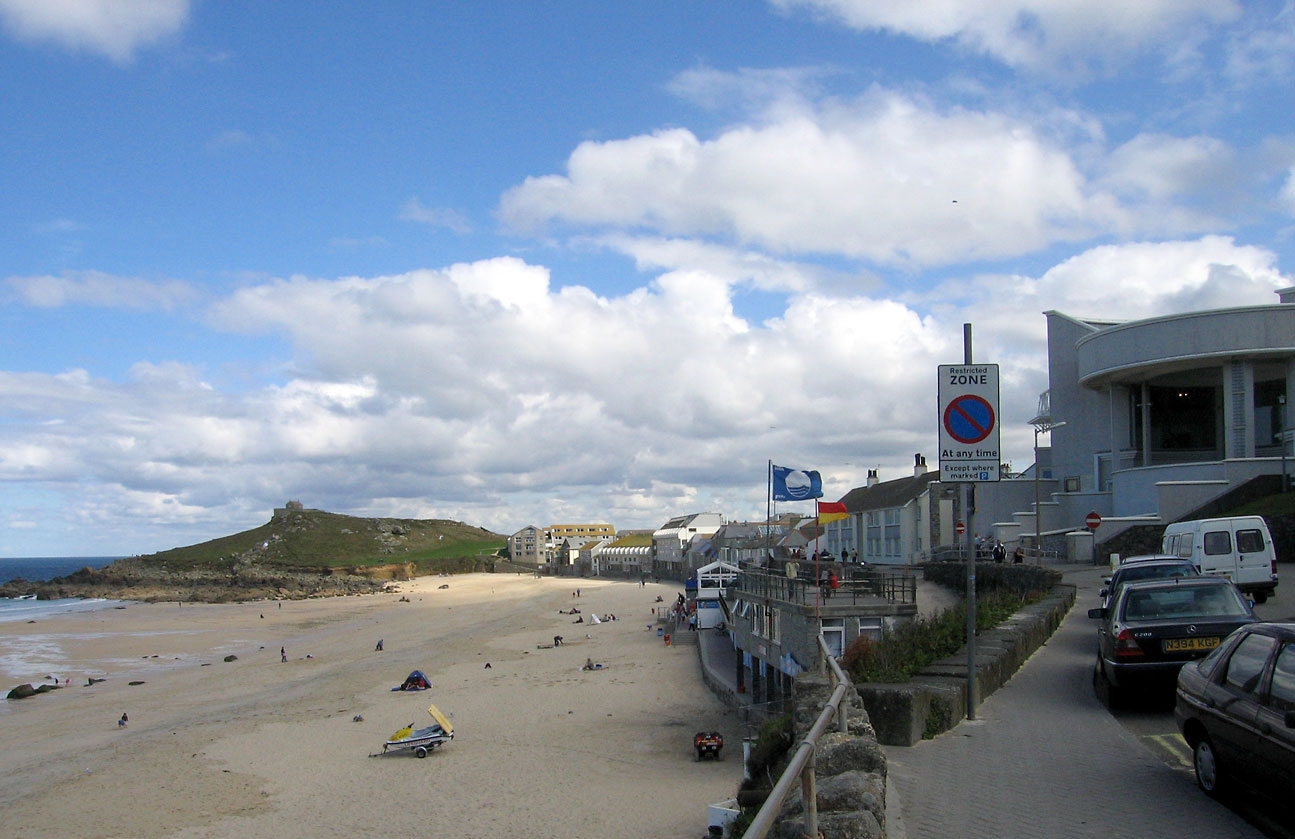
Galeria Tate St Ives

Począwszy od XIX wieku Kornwalia ze swą morską scenerią i silnym światłem stała się ważnym ośrodkiem sztuk wizualnych. Funkcjonowała tu m.in. tak zwana Newlyn School – malarska kolonia artystów w Newlyn, porcie niedaleko Penzance, zwłaszcza pod koniec XIX i na początku XX wieku. Tworzyli tu m.in. Walter Langley, Stanhope Alexander Forbes, Thomas Cooper Gotch, Barbara Hepworth, Elizabeth Forbes i Samuel Lamorna Birch. W okresie międzywojennym mieszkali tu również pisarze Virginia Woolf i David Herbert Lawrence. W przededniu wojny zamieszkał tu malarz Ben Nicolson z żoną, później dołączył do nich amerykański artysta pochodzenia rosyjskiego Naum Gabo.
Najbardziej zasobnym w galerie ośrodkiem kultury i sztuki stał się St Ives, gdzie powstałe w Kornwalii dzieła modernistyczne prezentuje galeria Tate St Ives. St Ives jest również ośrodkiem ceramiki artystycznej, tworzył tu m.in. zainspirowany sztuką japońską Bernard Leach.

### Film
Kornwalia jest często odwiedzana przez filmowców ze względu na specyficzny krajobraz. Uzyskała nawet przydomek Oggywood (od kornijskiego słowa oggy oznaczającego pieróg kornwalijski). Alfred Hitchcock nakręcił tu w roku 1940 film Rebeka. Ponadto wyprodukowano tu takie obrazy jak m.in. Nędzne psy, Love Story, Joint Venture oraz Śmierć nadejdzie jutro.
Reżyser Tim Burton nagrał tam nową wersję Alicji w Krainie Czarów, której premiera odbyła się w 2010 roku. Wcześniej miała miejsce premiera filmu nakręconego w Falmouth – biografii Karola Darwina Creation, z Paulem Bettany i Jennifer Connelly w rolach głównych.
Corocznie w Falmouth odbywa się kornwalijski festiwal filmowy, na którym są przyznawane nagrody Gowynn Kernewek Award. Jedynym – jak dotąd filmem pełnometrażowym w języku kornijskim jest Hewrow Hweg z 2002.

### Muzyka i festiwale

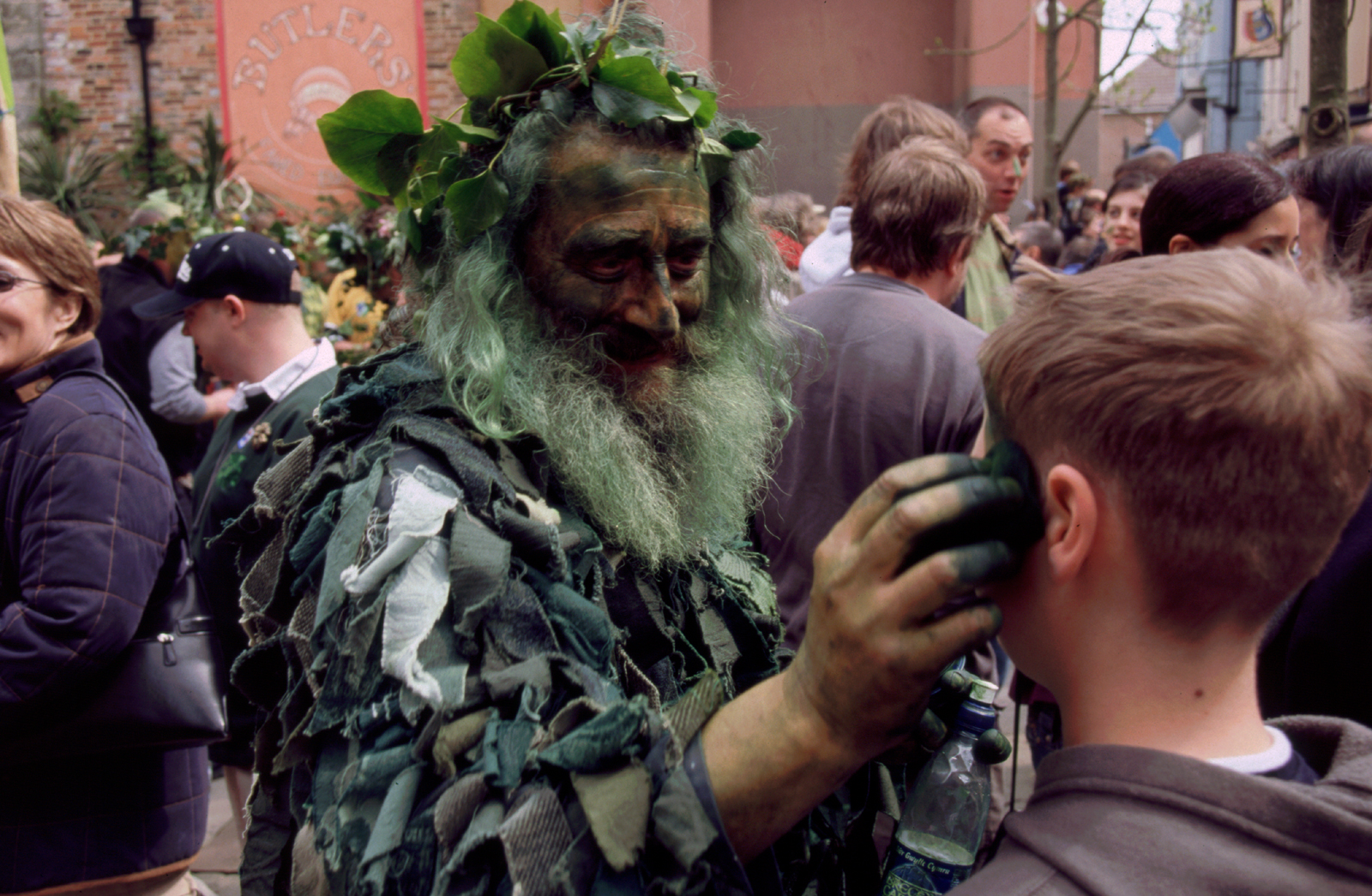
Mummers Play

Tradycję festiwali muzyki folkowej wywodzi się z czasów historycznych, jednak jest kultywowana po dziś dzień. Jednym z najważniejszych festiwali jest Mummers Play, wywodzący się ze średniowiecza, polegający na odgrywaniu przez przebranych artystów specyficznych scen i tańczeniu moreski. Innym festiwalem, odbywającym się w Helston jest Furry Dance nazywany również Flora Dance – jeden z najstarszych zwyczajów brytyjskich zachowanych do dzisiaj. Odbywa się zawsze 8 maja lub najbliższą sobotę przed tym terminem i ma za zadanie uczcić nadejście wiosny. Najważniejszą częścią jest taniec ponad tysiąca dzieci w wieku od 7 do 18 lat ubranych na biało z zatkniętą do butonierki białą lilią. Dodatkowo odgrywana jest tradycyjna sztuka Hal an Taw – o św. Jerzym i smoku. Inny tradycyjny kornwalijski festyn to 'Obby 'Oss (zniekształcone hobby horse), odmiana staroceltyckiego święta Beltane, odbywający się corocznie w Padstow. Święto, sięgające XVI wieku rozpoczyna się zawsze 1 maja chóralnymi śpiewami przed pubem Golden Lion, a następnie przez przybrane na zielono miasto rusza procesja kilku grup prowadzonych przez człowieka na stylizowanym koniu (podobnym do lajkonika). Uczestnicy pochodu mają za zadanie łapać przechadzające się przez miasto dziewice. Najlepszy łowca jest nagradzany błękitną wstęgą. Impreza przebiega przy akompaniamencie muzyki, głównie akordeonowej.
Kultywuje się tradycję chórów męskich i orkiestr dętych – w hrabstwie działa ich ponad sto, jak również 50 chórów. Kornwalijscy muzycy często spotykają się na świętach narodów celtyckich i festiwalach muzyki celtyckiej, np. Perranporth’s Lowender Peran.
Z Kornwalii pochodzi muzyk Aphex Twin. W hrabstwie tym mieszka piosenkarka i pianistka rockowa Tori Amos.

### Literatura
Tradycje literackie Kornwalii sięgają średniowiecza – na tym terenie powstały sztuki pasyjne Ordinalia, pisane w całości w języku kornijskim. Kornwalia obfituje w legendy; niektóre z nich dały początek książkom i realizacjom scenicznym. Najważniejszą jest Tristan i Izolda. Tytułowy Tristan był rycerzem na dworze króla Artura, a akcja rozgrywała się częściowo w Kornwalii, częściowo zaś w Irlandii. Wiele z kornwalijskich mitów wykorzystano w baśniach i opowiadaniach dla dzieci, zwłaszcza „Piskies”, maleńkie stwory z pomarszczonymi twarzami, wesołymi, pomocnymi, ale też złośliwymi.
W Kornwalii żyło i tworzyło wielu pisarzy. Daphne du Maurier stworzyła tu swoje najsłynniejsze powieści, takie jak Oberża na pustkowiu, Dom na plaży czy Rebeka. Jej opowiadanie Ptaki dostarczyło inspiracji Alfredowi Hitchcockowi do nakręcenia filmu pod tym samym tytułem. Obraz powojennej Kornwalii znajdujemy w powieści Davida Herberta Lawrence’a Kangur. Inny portret regionu, bardziej socjologiczny, kreśli Thomas Hardy w powieści A Pair of Blue Eyes. W Kornwalii toczy się akcja powieści Little Country Charlesa de Linta, The Killer Mine Hammonda Innesa, operetki Gilberta i Sullivana Piraci z Penzance, a także opowiadania Arthura Conana Doyle’a z Sherlockiem Holmesem Przygody Diablej Stopy.
William Golding, laureat literackiej Nagrody Nobla, urodził się w Kornwalii i wrócił do Truro na kilka lat przed śmiercią. Poeta John Betjeman pisał w dużej mierze pod urokiem tego regionu. Zmarł w miejscowości Trebetherick w Kornwalii i tam też został pochowany przy kościele św. Endoca. W Kornwalii żył i tworzył Winston Graham, autor serii dwunastu książek historycznych Poldark, których akcja rozgrywa się w tym regionie w XVIII i XIX w. W Kornwalii żył i tworzył autor powieści szpiegowskich John le Carré.
Jeden z poziomów gry komputerowej Tomb Raider: Legenda, traktującej o legendzie o królu Arturze, rozgrywa się w Kornwalii, w podrzędnym muzeum nad grobem króla Artura.

### Kuchnia

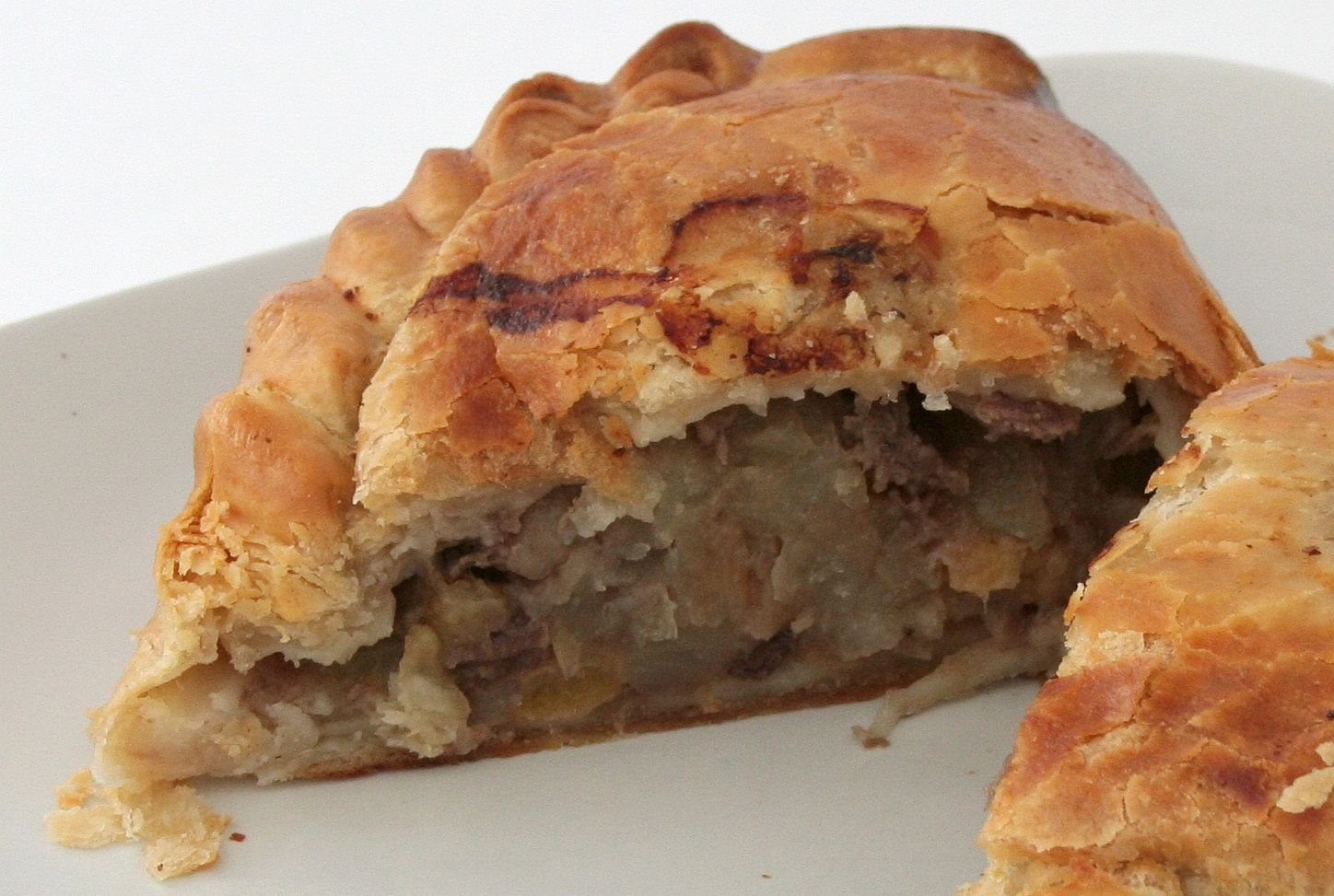
Pieróg kornwalijski

Kornwalia szczyci się sporą odrębnością gastronomiczną i odmiennością od reszty Anglii. Otoczenie morzami z obszarami obfitych połowów sprawia, że łatwo dostępne są ryby – największym portem rybackim pod względem wartości złowionych ryb jest Newlyn. Specjałem Kornwalii jest Cornish pasty, czyli pieróg kornwalijski. Współczesna wersja tej potrawy zawiera nadzienie z wołowiny, cebuli, ziemniaków i brukwi. Historia pierogów kornwalijskich sięga osiemnastego wieku, kiedy Kornwalia słynęła z wydobycia cyny. Już wtedy wiedziano, że jest ona szkodliwa dla zdrowia i dlatego kornwalijskie żony przyrządzały swym mężom posiłek zapiekając go w chlebowe ciasto, zawijając w kształt pieroga i ozdabiając inicjałami. Podczas lunchu górnicy podgrzewali przysmak w piecach, następnie zjadali tylko środek, niedotknięty ręką, a resztę wyrzucano. Nadzienie rzadko było mięsne, częściej warzywne: por, rukiew, pietruszka i szalotki.
Wilgotny klimat Kornwalii, jak i mało urodzajne ziemie spowodował, że wypas bydła jest bardziej dochodowy niż uprawa roślin. Kornwalia ma 896 gospodarstw mleczarskich i 73 tysiące sztuk bydła. Z tego powodu w Kornwalii rozwinęło się mleczarstwo. Specyficzna dla Kornwalii jest odmiana śmietany zwana clotted cream. Specjalnie zagęszczana, produkowana wyłącznie metodami tradycyjnymi, charakteryzuje się zmienną konsystencją, aż do grudek, zwanych clots. Produkowana zwykle na małych farmach, jest chroniona przez prawodawstwo Unii Europejskiej. Istnieje również kornwalijski gatunek sera yarg, do którego przyrządzania używa się pokrzyw.
Tradycyjnymi trunkami Kornwalii są piwo, cydr i wino, które w regionie produkowane są w niewielkich ilościach. Największe browary znajdują się w St Austell, Truro (Skinners Breweries, Wooden Hand). Produkują zarówno lekkie piwo kontynentalne (lager), jak i cięższe ciemne typu stout. Kornwalia nie jest regionem sadowniczym, więc nie wyrabia tu się na dużą skalę cydru, przykładowo federacja „Cornish Orchards” informuje o tysiącu drzew na piętnastu akrach. Kornwalijski cydr jest najczęściej wytrawny i nie zawiera konserwantów. W Kornwalii produkuje się również kilka gatunków wina, czerwonego i białego. Najbardziej znanym producentem jest Camel Valley Vineyard. Wina te jednak znane są głównie lokalnie.

### Tradycyjne stroje kornwalijskie

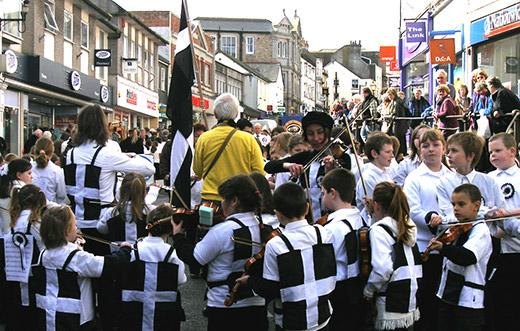
Obchody dnia św. Pirana

Tradycyjny strój damski składa się z jednolitej narzuty w stylu tuniki (ang. bal maiden), i kaptura, różnego w zależności od regionu. Całości dopełniała etola i fartuszek bądź zapaska oraz buty na płaskim obcasie. Mężczyźni nosili najczęściej kurtki rybackie, swetry tzw. Guernsey, zwykle dziergane ręcznie, spodnie z flaneli i koszule z głębokim wycięcie. Dzieci albo nosiły ubrania podobne do rodziców, albo ubrane były w ogólnoangielskim stylu wiktoriańskimm.
Obecnie przyjmują się kornwalijskie kilty, czarne, lub z tartanem kornwalijskim. Pierwsze wzmianki o kornwalijskim kilcie pochodzą z roku 1903, kiedy tak ubrani delegaci kornwalijscy pojawili się na Kongresie Celtyckim w Caernarfon. Narodowy tartan kornwalijski został zaprojektowany w roku 1963.

## Media
Pierwszą gazetą w Kornwalii była Royal Cornwall Gazette, która po raz pierwszy ukazała się w roku 1801. Wydawał ją w Falmouth Kornwalijczyk Thomas Findell. Gazeta przestawała się ukazywać w roku 1951, ale położyła zręby pod nowoczesną prasę kornwalijską. Następnym ważnym pismem był dziennik Falmouth Packet & Cornish Herald, powstały w roku 1829 i wychodzący do dziś pod szyldem spółki Packet Newspapers. Prasa kornwalijska jest rozdrobniona, głównie ukazują się lokalne tygodniki oraz 3 dzienniki: Cornish and Devon Post, Cornish Times i The Falmouth Packet.
O ile jest wątpliwe, czy pierwsza na świecie radiowa transmisja transatlantycka została przeprowadzona z Kornwalii, o tyle udowodnione są inne eksperymenty Marconiego prowadzone z Kornwalii. Regularne dobre jakościowo ogólnoangielskie programy radiowe były słyszalne w Kornwalii dopiero w roku 1924 z nadajnika 5PY w Plymouth. W 1933 ruszyła rozgłośnia lokalna BBC dla południowego zachodu Anglii. Następnym przełomowym rokiem był 1983, kiedy ruszyła stacja „BBC Radio Cornwall”. Obecnie, obok stacji publicznych, nadają trzy lokalne rozgłośnie prywatne: Pirate FM, Atlantic FM i Radio St Austell Bay. Radio Pirate jako jedyna komercyjna stacja – i jedna z dwóch w ogóle – nadaje audycje w języku kornijskim. Na Wyspach Scilly działa niekomercyjne radio Scilly, nadające na UKF dla 2,5 tys. mieszkańców wysp, prowadzone przez wolontariuszy i uważane za najmniejsze radio świata. W Kornwalii nie jest jeszcze popularny system DAB będący już standardem w Wielkiej Brytanii. Tylko w nielicznych miejscach możliwy jest odbiór programów nadawanych tym systemem.
Pierwszą transmisję telewizyjną można było odbierać w Kornwalii w roku 1956 po uruchomieniu nadajnika w North Hessary Tor. Obecnie na terenie całej Kornwalii dostępne są oba kanały publiczne i trzy ogólnoangielskie kanały prywatne. Regionalne studio radiowe i telewizyjne BBC mieści się w Truro.

## Sport

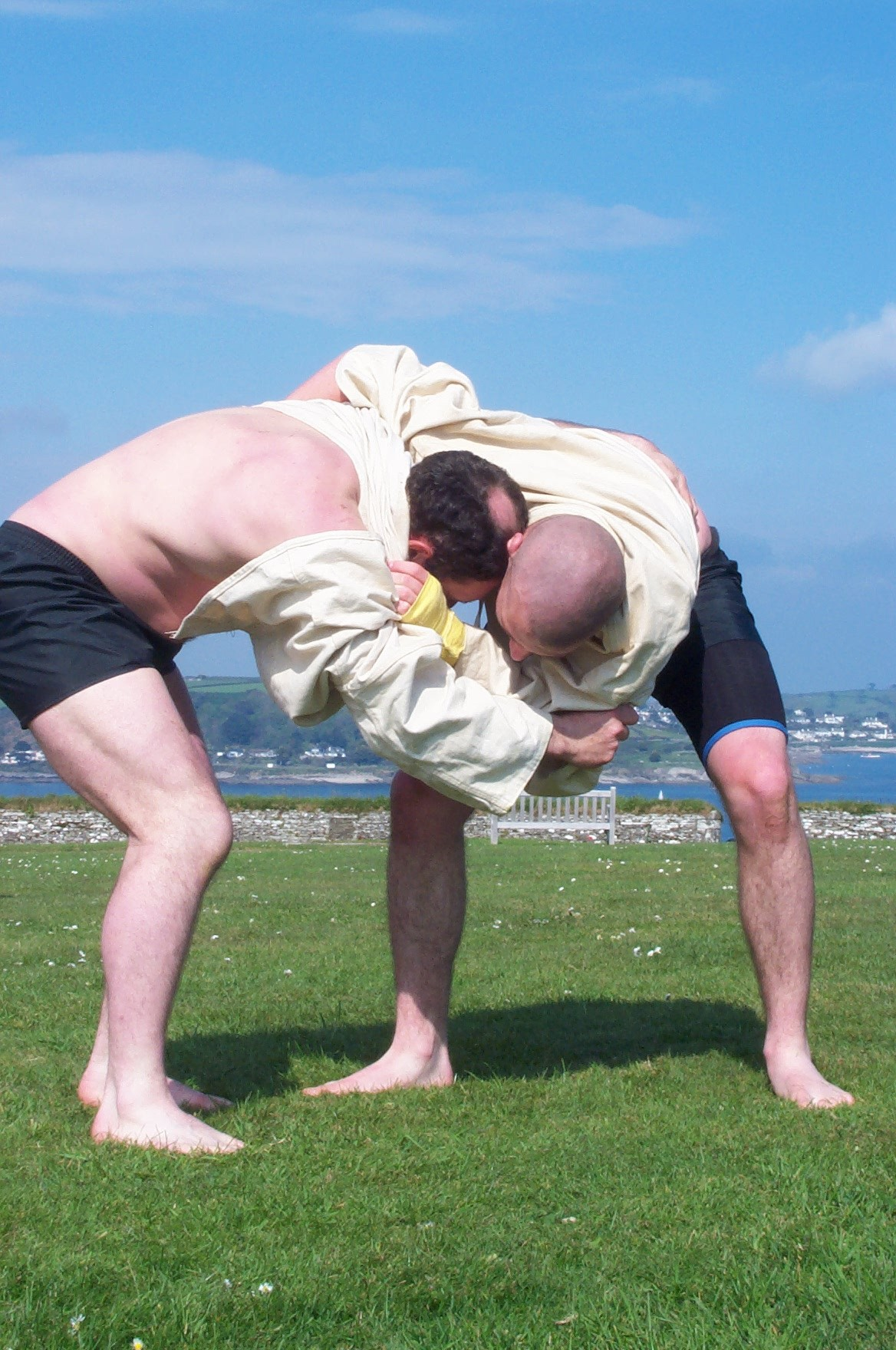
Zapasy kornwalijskie

Kornwalia, jako kraina celtycka, poszczycić się może kilkoma dyscyplinami sportowymi typowymi dla regionu i istniejącymi, w różnych wariantach, wyłącznie wśród innych narodów celtyckich. Specjalnością są zapasy kornwalijskie, spopularyzowane w świecie przez kornwalijskich emigrantów z okresu upadku górnictwa. Innym typowym dla Kornwalii sportem jest hurling, rodzaj średniowiecznej piłki nożnej rozgrywanej małą srebrną piłką. Od irlandzkiej – zatem również celtyckiej – odmiany tego sportu różni się brakiem kijów. Zawody w tej dyscyplinie rozgrywane są w St Ives i raz na pięć lat w Bodmin przy okazji festynu Beating the bounds. Również krykiet ma długą tradycję w Kornwalii, sięgającą co najmniej 1813 roku, kiedy to założony został klub krykietowy w Truro.
Za najważniejszy sport Kornwalii uchodzi rugby, ważna nie tylko jako sport, ale odgrywająca istotną rolę w kształtowaniu świadomości kornwalijskiej. Choć dyscyplina ta powstała dopiero w XIX wieku, zachował się opis gry zbliżonej do rugby w pracy Richarda Carew Survey of Cornwall z r. 1602. Najbardziej rozpowszechniona jest odmiana rugby union, a drużyna Cornish Pirates gra w narodowej drugiej lidze. Inne regionalne kluby rugby to Launceston RUFC i Redruth RFC grające w III lidze, Camborne RFC i St Ives RFC – obecnie w niższych klasach rozgrywek. Kornwalia posiada również własną reprezentację, tzw. Trelawny’s Army z silnym klubem kibica.
Drugim sportem w regionie jest piłka nożna. Największym klubem regionu jest Truro City FC, grający obecnie w I lidze amatorskiej. Jest pierwszym kornwalijskim klubem, który wygrał prestiżowe amatorskie rozgrywki ogólnokrajowe FA Vase (w r. 2007). Do 2003 roku Kornwalia posiadała profesjonalną drużynę żużlową Trelawny Tigers.
Z racji położenia geograficznego, Kornwalia jest miejscem rozgrywania zawodów w sportach wodnych, głównie żeglarstwa i surfingu.
Przed Igrzyska Wspólnoty Narodów 2006 organizatorzy tej imprezy – Federacja Sportu Wspólnoty Brytyjskiej (CFG) – odrzucili petycję Kornwalijczyków, aby uznać odrębność reprezentacji na takich zasadach jak Guernsey czy Wyspa Man. Jednak federacja, nie chcąc stwarzać precedensów politycznych, petycję odrzuciła.

## Turystyka
Kultura Kornwalii, historia, krajobrazy, wreszcie łagodny klimat spowodowały, że Kornwalia stała się często odwiedzanym regionem turystycznym, zarówno w skali krajowej, jak i międzynarodowej, mimo niekorzystnego położenia z dala od ważnych ośrodków miejskich. Roczny dochód z tej właśnie branży szacuje się na 24%. Otoczona wodami kanału La Manche i Oceanu Atlantyckiego, szczyci się wieloma plażami i klifami. Inne atrakcje turystyczne to wrzosowiska, ogrody i zabytki. Krajobraz górniczy Kornwalii i Zachodniego Devonu został umieszczony w roku 2006 na liście światowego dziedzictwa UNESCO. Oddany do użytku w roku 2001 futurystyczny ogród botaniczny Eden Project jest odwiedzany rocznie przez 1,2 mln osób. Inną atrakcją są Zaginione Ogrody Heliganu. W ogrodzie tym, odkrytym po latach przez holenderskiego przemysłowca Tima Smita, rosną unikalne kamelie i rododendrony, znajduje się też jedyne w Europie miejsce do hodowli ananasów w warunkach chłodnego klimatu, tzw. pineapple pit.
Kornwalię w roku 2001 odwiedziło 5 milionów turystów, w większości obywateli brytyjskich. Jest to o 770 tys. więcej niż w roku 1998. Zostawiają oni miliard funtów. Na Kornwalię przypada 17,2 procent wszystkich plaż i ośrodków nadmorskich w Anglii, toteż konsekwentnie są one odwiedzane najliczniej. Kąpieliska o znaczeniu ponadregionalnym to St Ives, Penzance i Newquay – miasto w którym uprawia się surfing i inne sporty wodne. Poza głównymi centrami turystyki odwiedzane są również małe miejscowości nadmorskie Mousehole i Mevagissey. Dla uprawiania turystyki kwalifikowanej oddano do użytku szlak turystyczny South West Coast Path, który przebiega wzdłuż całego wybrzeża kornwalijskiego. Dla amatorów turystyki rowerowej wytyczono turystyczną drogę rowerową nr 3 Land’s End – Bristol, znajdującą się w krajowej sieci dróg rowerowych. Przez północną część hrabstwa przebiega szlak turystyczny Camel Trail.

### Atrakcje turystyczne hrabstwa

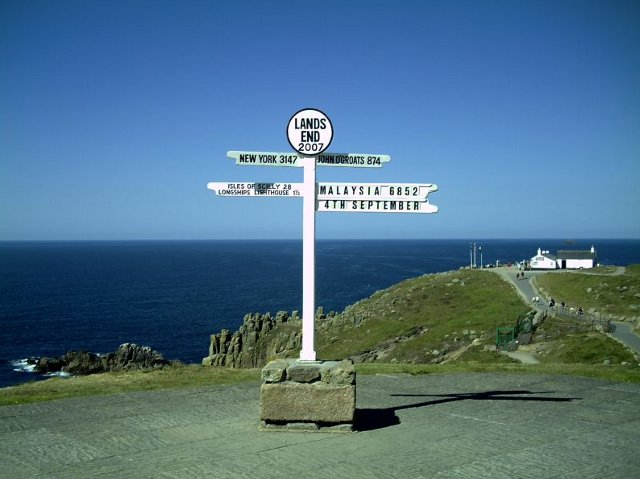
Land’s End

- Szlak turystyczny South West Coast Path biegnący wzdłuż linii brzegowej
- Koniec Anglii – Land’s End
- Wyspiarski krajobraz Scilly
- Ogrody Trebah, Glendurgan Garden, Trelissick Garden, Zaginione Ogrody Heliganu
- Ogród botaniczny Eden Project
- Zabytkowe kopalnie metali kolorowych
- Linie kolejowe Loo Valley Line i St Ives Bay Line
- wyspa St Michael’s Mount koło Penzance
- Kamienny teatr Minack Theatre
- Krajobraz nadmorski Mevagissey, Looe i Mousehole
- Surfowanie w Newquay i St Ives